# الهرم الأكبر
الهرم الأكبر أو هرم خوفو هو الأثر الوحيد الباقي من عجائب الدنيا السبع، ويقع بمنطقة أهرام الجيزة في مصر المسجلة ضمن مواقع اليونيسكو للتراث العالمي. يعود بناء الهرم إلى نحو سنة 2560 قبل الميلاد حيث شيد كمقبرة لفرعون الأسرة الرابعة خوفو واستمر بناؤه لفترة 20 عامًا. يعد بناء الهرم الأكبر نقلة حضارية كبرى في تاريخ مصر القديم، وقد تأثر خوفو بأبيه الملك سنفرو في بناء هرمه؛ فبعد موته، أصبح خوفو الإله الحاكم على الأرض، وأصبح من الضروري أن يفكر في بناء مقبرته والتي تعد المشروع القومي الأول في مصر القديمة، الذي اشترك في بنائه عمال محترفون من جميع أنحاء مصر. وظل الهرم الأكبر بارتفاعه الأصلي الذي كان يصل إلى 146.5 متر أعلى بناء أتمه الإنسان على الأرض على مدى 3800 سنة.
كان الأمير حم إيونو هو مهندس الملك خوفو - ويوجد له تمثال أكبر من الحجم العادي من الحجر الجيري محفوظ في متحف رومر-بيليزيوس في مدينة هيلدسهايم في ألمانيا. وقد أرسل الكهنة والمهندسين إلى مدينة أون كي يختاروا اسمًا للهرم، وكان ذلك الاسم هو: «آخت خوفو»، أي بمعنى «أفق خوفو». فهو يمثل الأفق الذي سيستقل منه الإله رع مراكب الشمس كي يبحر بها وتجدف له النجوم، ويقتل بمجاديفها الأرواح الشريرة في العالم الآخر ليفنى الشر فيقدسه شعبه. والملك خوفو هو أول ملك يعتبر نفسه الإله رع على الأرض[ ؟ ]. ونلاحظ أن ابنه خفرع وحفيده منقرع يدخل في اسمهما اسم الإله رع.

## التاريخ والوصف

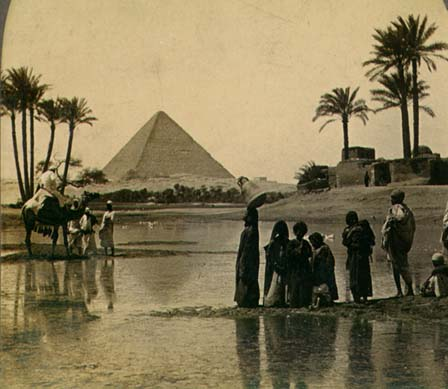
هرم الجيزة الأكبر على بطاقة بريدية من القرن التاسع عشر

شيد الهرم كمقبرة لفرعون الأسرة المصرية الرابعة خوفو واستمر بناؤه لفترة 20 عامًا. يعتقد بعض علماء الآثار بأن يكون التياتي (الوزير) حم إيونو هو معماري الهرم الأكبر. يعتقد بأن الهرم الأكبر أثناء البناء كان طوله 280 قدم بالمقياس المصري 146.5 متر (480.6 قدم) لكن مع التآكل وغياب القطعة الهرمية الخاصة به أصبح ارتفاعه الحالي 138.8 متر (455.4 قدم). كل جانب للقاعدة كان 440 ذراع[ ؟ ] 230.4 متر (755.9 قدم) طول. تقدر كتلة الهرم بنحو 5.9 مليون طن. حجم الهرم بالإضافة إلى الأَكَمَة الداخلية تقارب 2.5 مليون متر مكعب. استنادًا على هذه التقديرات، يحتاج بناء هذا الهرم في 20 عامًا تقطيع ونقل وتركيب ما يقرب من 800 طن من الحجارة يوميًا. وبالمثل، لأنه يتكون من ما يقدر بـ 2.3 مليون كتلة حجرية، فاستكمال البناء في 20 عامًا يحتاج تحريك نحو 12 كتلة حجرية إلى موقعها كل ساعة ليلًا ونهارًا. أجريت أول قياسات دقيقة للهرم من قبل عالم المصريات السير فلندرز بيتري من عام 1880 إلى 1882 ونشرها بعنوان أهرامات ومعابد الجيزة. تستند تقريبًا جميع التقارير على قياساته. كثيرًا من حجارة الكسوة وكتل الغرفة الداخلية تتناسب مع بعضها البعض بدقة متناهية. بناءً على القياسات التي أخذت لحجارة كسوة الجانب الشمالي الشرقي فعرض مدخل الأوْصال الرئيسي 0.5 مليمتر فقط.
ظل الهرم الأكبر أعلى مبنى في العالم طيلت 3,800 عام، لم يَفُقْهُ مبنى آخر حتى تم بناء قمة كاتدرائية لينكولن بارتفاع 160 متر (في عام 1300 بعد الميلاد). الدقة في إتقان بناء الهرم تتمثل في الجوانب الأربعة للقاعدة فمعدل متوسط الخطأ 58 مليمتر في الطول، فأطوال أضلاع الهرم التي قدرها «بيتري» في عام 1925 هي: 230.252 متر و 230.454 متر و 230.391 متر. قاعدة الهرم أفقية ومسطحة في حدود ±15 مـم (0.6 بوصة). جوانب القاعدة المربعة تُحاذي الجِهاتُ الأصلِيّة الأربعة للبوصلة (ضمن 4 دقائق قوسية)  على أساس الشمال الحقيقي، لا الشمال المغناطيسي، والقاعدة النهائية كانت مربعة بخطأ في الزاوية بمتوسط 12 ثانية قوسية. تقدر أبعاد التصميم النهائي، كما اقترحته دراسة بيتري والدراسات التالية: أن الارتفاع كان في الأصل 280 ذراعا وبطول ضلع للهرم 440 ذراع، فيكون محيط الهرم 1760 ذراع مصري قديم. النسبة بين المحيط إلى الارتفاع 1760/280، أي ما يعادل 2 ط وهي تختلف عن القيمة المضبوطة ل [ط] بنسبة 0.05% فقط. يعتبر بعض علماء المصريات أن هذه النسبة كانت متعمدة وقت التصميم. وبالإشارة إلى تلك الحقيقة كتب «فيرنر»: «نحن نستطيع أن نستنتج أنه بالرغم من عدم معرفة المصريين القدماء تحديد  قيمة π (ط) بدقة، إلا أنهم  في الواقع قد استخدموها.»

## تسوية الموقع والقياس

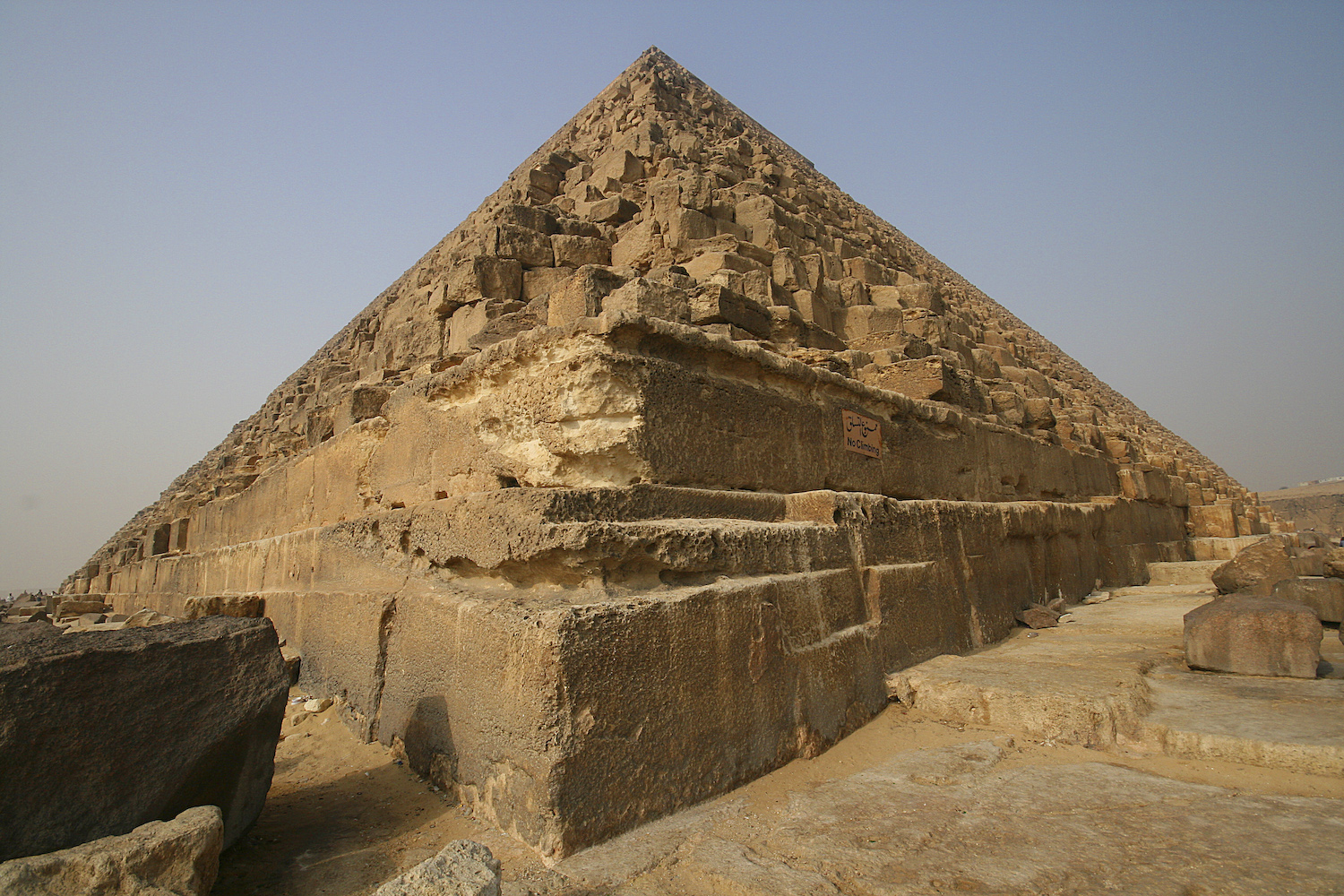
عند أحد الأركان تظهر صخرة الهضبة التي تشكل الجزء السفلي من الهرم

بعد اختيار المهندسون لهضبة الجيزة بأرضيتها الصخرية الصلبة لبناء الهرم بدؤوا مع العمال بتسوية السطح حول الهرم المزمع إنشاؤه لتكون الأساس. فقاموا بالقياس وتحديد مواقع الأركان لتكون كل واجهة للهرم متجهة نحو الجهات الجغرافية: شمال، جنوب، شرق، وغرب. وحطم العمال كل ما يزيد من جوانب الهرم من صخور ونقلت الأنقاض بعيدا عن الموقع. بهذا استفاد المهندسون بجزء بارز من صخرة الهضبة ليجعلوا منها جزءا من الطبقة السفلية للهرم، وتظهر صخرة الهضبة الآن في بعض أجزاء الهرم في الطبقة الأولى أو الثانية. وقاموا بتشكيل جزء الهضبة الداخلة من ضمن بناية الهرم لتكون مدرجة بحيث تسهل رص الأحجار بعد ذلك، وملؤا ما فيها من شقوق بالحجارة لإتمام التسوية. بعد ذلك قاموا بتغطية الطبقة الأولى من الجوانب بصف حجارة تغطية من الحجر الجيري الأبيض من محاجر طره بحيث تضبط أضلاع الهرم والزوايا القائمة لأركانه. وتمت تسوية الأساس بإتقان شديد: فإن الفرق في الارتفاع فيه لا يزيد عن 21 مليمتر. كما أن القياسات قد تمت بإتقان شديد لأضلاع الهرم، هذا على الرغم من أن ارتفاع الأرضية الصخرية في الوسط كانت تشكل عائقًا لقياس المحاور. إن مقدار الاختلاف عن اتجاه الشمال لا يزيد عن 3′6″ نحو الغرب. ولا تختلف أطوال أضلاع الهرم كثيرا عن المقاس المحدد لها والبالغ 440 ذراع (~ 230,383 متر)؛ على الناحية الجنوبية 7 سنتيمتر، وعلى الناحية الشمالية 13 سنتيمتر. كما أن زوايا الأركان كانت دقيقة جدا أيضا؛ فيبلغ انحراف الزاوية 2″ عند الركن الشمالي الغربي، و3′2″ عند الركن الشمالي الشرقي، و3′33″ عند الركن الجنوبي الشرقي و33″ عند الجنوبي الغربي. وتبلغ زاوية ميل أسطح الهرم 51°50′40″، وهو طبقا للمقياس المصري القديم ما يعادل ارتفاع ذراع مع إزاحة أفقية قدرها خمسة ونصف لعرض اليد. وهذا الميل ما يجعل الهرم يصل إلى ارتفاع 280 ذراع (= 146,59 متر). ويبلغ ارتفاع الهرم اليوم 138,75 متر، حيث هدم جزء من القمة على مر العصور.
وطبقا للمقاييس المصرية القديمة: يبلغ 1 ذراع (ذراع ملكي قديم) = 7 عروض يد؛ لهذا تحسب زاوية ميل سطح الهرم بنسبة الارتفاع إلى الإزاحة الأفقية كالآتي: 7:5,5 = 14:11 = 28:22 = 280:220 = ظل زاوية 50,84 درجة. أسطح الهرم اليوم منحنية وليست مستوية تماما. ويبلغ انحناء السطح الشمالي إلى الداخل 0,94 متر.

### قلب الهرم والغلاف

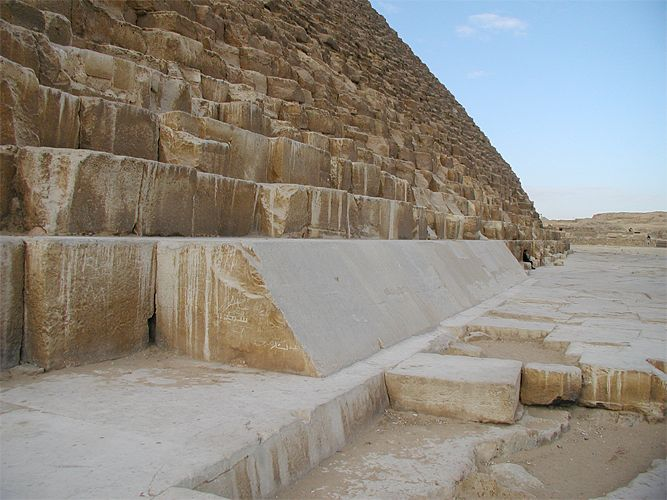
تغطية الطبقة الأولى للهرم بحجارة مائلة السطح من محاجر طره

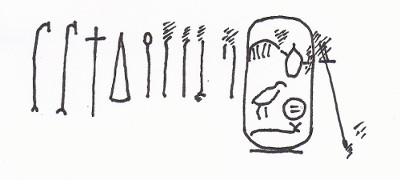
كتابة على أحد أحجار البناء، كتبها العمال وتحمل اسم خوفو

كان هرم خوفو مغطى بطبقة ملساء من أحجار طرة البيضاء. إلا أن أغلب تلك الحجارة قد استغل في بناء القاهرة، مما يجعل الجزء الداخلي للهرم مرئية وطبقاته المتراصة. وترى بعض أجزاء التغطية في الطبقة السفلي من الهرم. وعلى بعض أحجار تلك التغطية توجد كتابات وعلامات كانت تكتبها مجموعات العمال أثناء العمل، وكانت تلك العلامات والكتابات تكتب باللون الأحمر. وكان الهرم وتغطيته ينتهي من أعلى بهرم صغير. هذا الهرم الصغير مفقود اليوم وأغلب الظن أنه كان من حجر من نوع آخر غير أحجار طرة، وإنما من البازلت أو الجرانيت.
أحجار قلب الهرم تتكون من أحجار جيرية. وكانت الأحجار المقطوعة على أشكال مكعبات أو مستطيلات يصل ارتفاعها نحو 1 متر أو 1.5 متر مرصوصة أففيًا. ويوجد منها اليوم 203 طبقة، حيث تحطمت السبعة طبقات التي كانت تشكل القمة مع الزمن. يبلغ وزن القطعة الحجرية منها في الطبقات العليا نحو 1 طن وفي الطبقات السفلى بين 2 - 3 طن.
أما لبناء حجرة الملك فقد بنيت بقطع حجرية كبيرة تزن بين 40 - 70 طن من الجرانبيت الأحمر، كانت تنقل إلى نحو ارتفاع 70 متر أثناء البناء لوضعها في أماكنها. كان العمال يكتبون علامات على بعض الأحجار أثناء عملية البناء، مثلما في بنايات خفض الضغط على أسقف الحجرات، وهي تعبر عن مقاييس وأسماء المجموعات العاملة، وفي حالتين تذكر اسم خوفو.
وجدت بعض تلك الكتابات أيضا بالألوان الأحمر والأسود عل بعض أحجار الطبقتين 5 و 6، واكتشفها «ليزلي غرينسيل» على أحجار عارية.

### الحجارة الخارجية

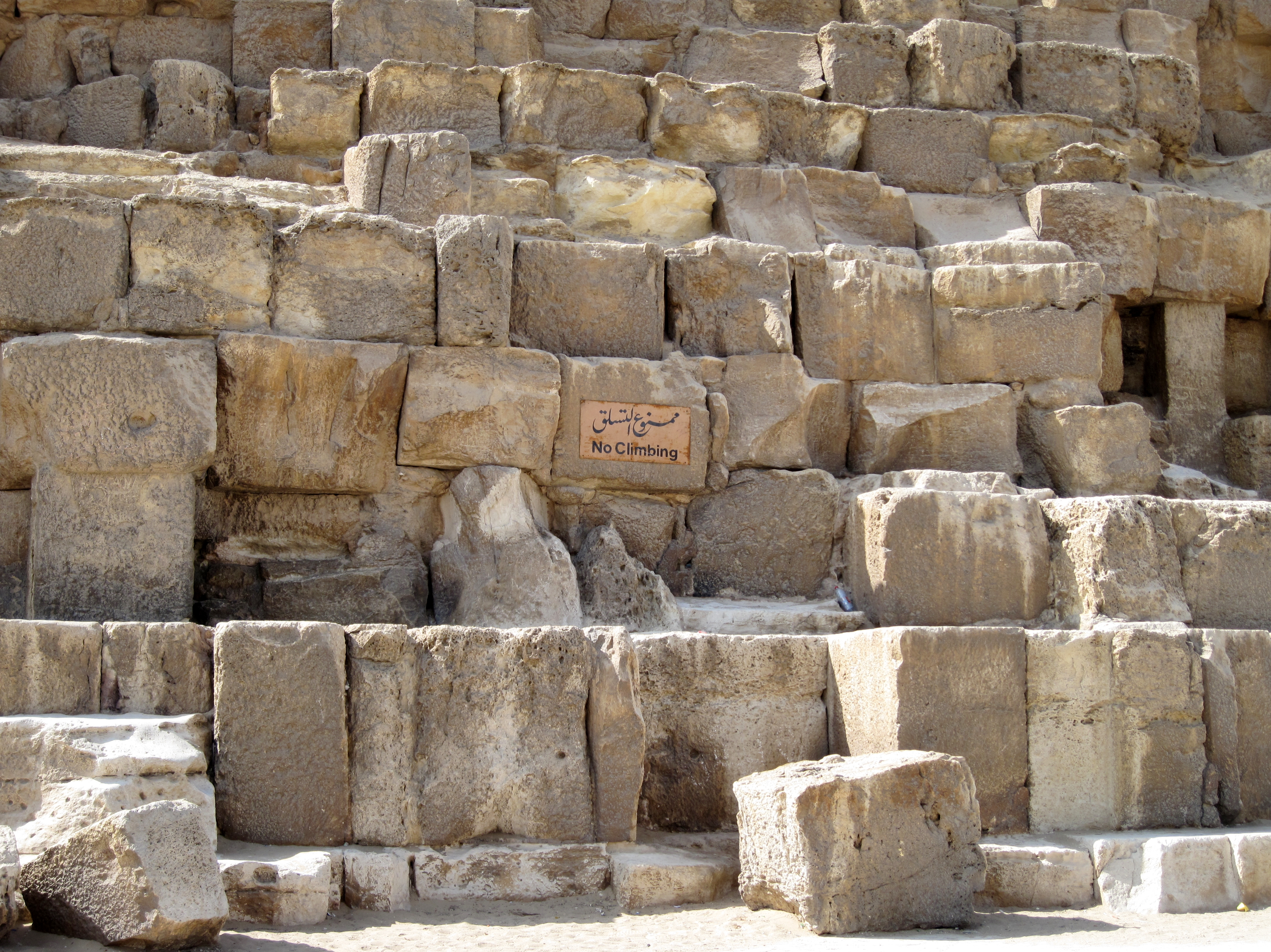
أحجار البنية الداخلية للهرم

كان الهرم الأكبر مغلفا بطبقة ملساء من الحجر الجيري الأبيض، أما اليوم فكل ما يظهر من الهرم هو الطبقة المتدرجة أسفل الطبقة الملساء. ففي عام 1300 تراخت كميات كبيرة من حجارة الغلاف الخارجي نتيجة زلزال عنيف، ليتم بعدها استخراج تلك الحجارة واستخدامها في بناء التحصينات والمساجد في مدينة القاهرة. ويمكن رؤية تلك الحجارة حتى اليوم في إنشاءات مختلفة في مدينة القاهرة. وقد وصف مستكشفون لاحقون كميات كبيرة من الأنقاض عند سفح الهرم تراكمت من الانهيارات المتكرة لطبقة الحجارة الخارجية. وتمت إزالتها لاحقا أثناء عمليات الاستكشاف في الموقع. وعلى الرغم من ذلك، فقد تبقى القليل من حجارة الغلاف في مواقعها في بعض الأجزاء السفلية حول قاعدة الهرم.
وقد وصف عالم المصريات فلندرز بيتري دقة تشكيل حجارة الغلاف بأنها «مساوية لدقة عمل صانع النظارات اليوم، لكن على قياس فدادين» و«لوضع مثل هذه الحجارة في الموضع المحدد هو عمل دقيق، ولكن للقيام بذلك بدون إسمنت في المفاصل يبدو شبه مستحيل». وقد اقترح البعض انه تم استخدام الملاط الذي وفر سطح مستوي ساعد البنائين على تثبيت تلك الحجارة في أماكنها، ليجعل بذلك تلك المهمة المستحيلة ممكنة.

## نظام الحجرات
| 1. المدخل الأصلي 2. مدخل المأمون(المدخل الحالي) 3. ملتقى بين الممرين الهابط والصاعد 4. ممر هابط 5. حجرة تحتية في الصخر 6. ممر صاعد | 7. حجرة الملكة و "نفقين هوائيين صاعدين „“ 8. ممر أفقي 9. البهو الكبير 10.حجرة الملك و „نفقين هوائيين “ صاعدين 11. بهو لإدخال التابوت وأحجار إغلاق حجرة الملك 12. نفق الخروج وكهف .“ |

لا تزال بعض مهام نظام الحجرات في الهرم الأكبر غامضة. وقد حاول عالم الآثار «لودفيج بورشارت» تفسير وظيفة النظام بحسب تتابع عمليات البناء. وطبقًا لذلك فيعتقد أن عمليات البناء قد تمت على ثلاثة مراحل: في المرحلة الأولى بنيت الحجرة الصخرية على أن تكون حجرة قبر الملك، ثم اعتبرت لتكون حجرة الملكة، وفي المرحلة الثالثة تم بناء البهو الكبير وحجرة الملك.
ولكن اليوم يعتقد العلماء أن نظام الحجرات كان أصلًا موضوعًا كما هو عليه الآن وبني طبقًا لهذا التصميم. ويبدو أن نظام الحجرات كان يعكس المعتقدات الدينية المصرية القديمة، ولكن بسبب عدم وجود كتابات في الهرم فلا يزال سر هذا النظام غامضًا.
كانت أنظمة الحجرات وكذلك مقابر الفراعنة في تلك الفترة خالية من الكتابات. وبدأت الكتابات داخل الأهرام اللاحقة تظهر بعده بنحو 250 سنة خلال الأسرة الخامسة ابتداءً من الفرعون أوناس، حيث نجد نصوص الأهرام. وتبين تلك النصوص التصور المصري القديم عن الآخرة وتقديس الملك بعد وفاته في تلك العهود.

### المدخل الأصلي

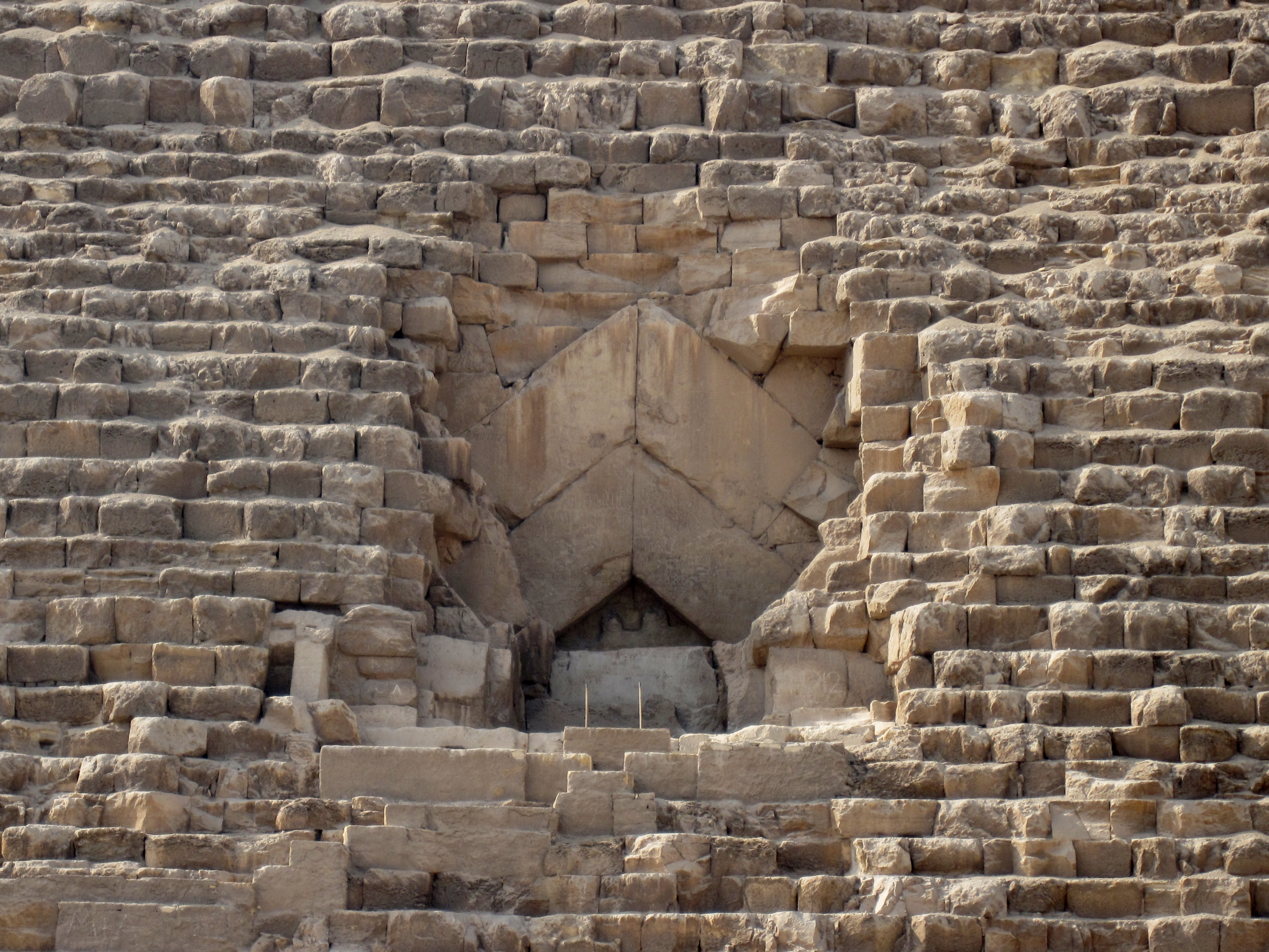
المدخل الأصلي

يقع المدخل الأصلي لحجرات الهرم على ارتفاع 17 متر فوق الأرض، عند الطبقة الحجرية الغلافية 19. وهو على الناحية الشمالية ويبعد نحو 7 متر من خط الوسط نحو الشرق. ولا يعرف حتى الآن سبب هذه الإزاحة. توجد فوق ممر الدخول طبقتين من الأحجار الكبيرة في شكل سقف جملون مائلة يبلغ سمك كل منها 2 متر. وربما تمتد تلك التسقيفة الجملونية على طول هذا الممر المائل إلى أسفل في قلب الهرم. اللوح الحجري الذي كان يغلق ممر الدخول من الخارج لم يعد له وجود. ويعتقد «فيتو ماراغيوجليو» و«سيليستي رينالدي» بأن مدخل الهرم كان مغطى بلوح حجري ارتفاعه 1.2 متر.
وزار المؤرخ «سترابون» الهرم في عام 25 قبل الميلاد ووصفه في كتابه «جيوغرافيكا» بأن مدخله كان مغطى بحجر يمكن فتحه. ولكن عالم الآثار الألماني «ستادلمان» لا يوافقه في ذلك، وهو يرجح أن الباب كان مغلقًا بقطع حجرية كباقي الهرم بغرض التمويه وإخفائه. ويعتقد أنه قد تم غلق باب الهرم بعد سرقته خلال الفترة الانتقالية الأولى بلوح حجري، ثم أغلق بعد ذلك بأحجار من أحجار الغلاف، حيث كان العثور على المدخل في عهد الخليفة المأمون عسيرًا.

### المدخل الحالي

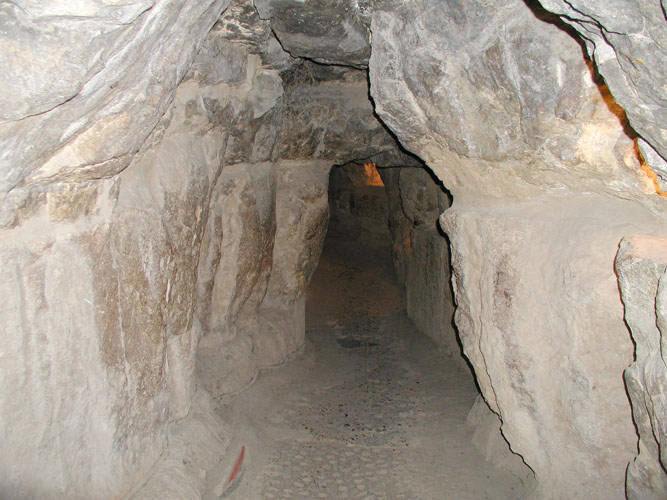
المدخل الحالي (مدخل المأمون)

اليوم يدخل السائحون إلى الهرم عبر نفق قام بحفره عمال وظفهم الخليفة المأمون في حدود العام 820. لم يعرف المدخل الأصلي في عهد الخليفة المأمون وقام العمال بحفر نفق عند الطبقة السابعة من الهرم ومنزاحًا نحو 7 متر في اتجاه الغرب. يدخل النفق جسم الهرم أفقيا لمسافة 27 متر (89 قدم)، ثم ينحرف بحدة إلى اليسار ليتقابل مع الحجارة الحاجبة للممر الصاعد. وبسبب عدم قدرتهم على اختراق تلك الحجارة الصلبة، قام العمال بالحفر لأعلى خلال الحجارة الجيرية الأسهل في الاختراق حتى وصلوا للممر الصاعد. يمكن الدخول للممر الهابط من هذا المدخل، لكن الدخول في العادة ممنوع.

### الممر الهابط

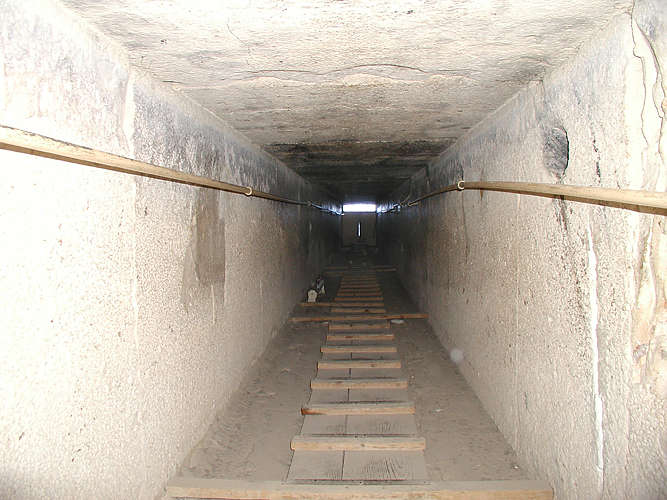
الممر الهابط

يبلغ عرض الممر الهابط 1.09 متر وارتفاعه 1.20 متر. وهو مائل إلى أسفل بزاوية 26°، وبطول 34 متر داخل الهرم، حيث يقابل الممر الصاعد بعد 28 متر من بدايته. وبعد وصوله إلى عمق أرضية الهرم يستمر في النزول نحو 70 متر إضافية في أرضية الهرم الصخرية، أي أن طوله بالكامل نحو 105 متر، على عمق 30 متر تحت الهرم. بعد ذلك يمتد مسافة 9 أمتار أخرى أفقيًا ليصل إلى الحجرة الصخرية.
وتوجد زاوية صغيرة غير مكتملة قبل الحجرة الصخرية على الناحية الغربية، لا تزال وظيفتها غير معروفة. ونظرًا لتشابهها مع زاوية توجد في هرم ميدوم فيعتقد الباحث الألماني «ميشائيل هاس» أنها كانت مخصصة لاحتواء حجر لإغلاق الحجرة الصخرية. ورغم العثور على بقايا حطام من أحجار جرانيت في الممر فلا يعتقد الباحث الألماني «راينر ستادلمان» في أن هذا الممر قد سد بواسطة قطع حجرية كبيرة، ويبدو أن ذلك الحطام كان مصدره الثلث العلوي من الممر.

### الممر الأفقي لحجرة الملكة
عند بداية الممر الصاعد إلى البهو الكبير يوجد ممر أفقي طوله 38 متر يؤدي إلى حجرة الملكة. أول 5 مترات من هذا الممر منفتحة إلى أعلى. على يمينها ويسارها فتحت فتحتان في الحائطين. ويعتقد الباحث الألماني «ميشائيل هاس» أنهما بغرض حفظ أجهزة تستخدم في تحريك أحجار الإغلاق المخزونة في الممر الوسطي في البهو الكبير.
يبلغ عرض الممر 1.05 متر (يعادل 2 ذراع ملكي قديم)، وارتفاعه 1.17 متر، وهو بذلك أقل ارتفاعا عن ارتفاع أحجار الإغلاق بثلاثة سنتيمترات ولهذا فلم تخزن فيه تلك الأحجار. الممر يميل قليلا في اتجاه حجرة الملكة وفي الـ 5.5 متر الأخيرة يميل بمقدار 0.5 متر وتستقر أرضية حجرة الملكة على هذا الارتفاع.

### غرفة الملكة

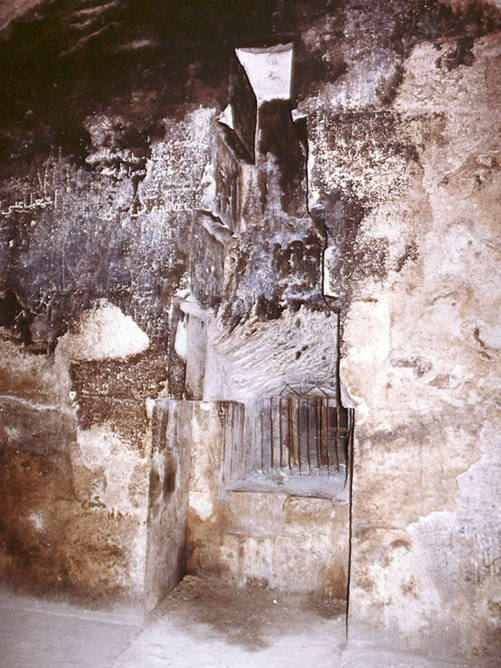
زاوية في حجرة الملكة.

تقع غرفة الملكة بالضبط في منتصف المسافة بين الوجه الشمالي والجنوبي للهرم: تبلغ أبعاد حجرة الملكة 5.75 متر (18.9 قدم) من الشمال للجنوب، و5.23 متر (17.2 قدم) من الشرق إلى الغرب. وهي مبطنة بأحجار جيرية بيضاء ولها سقف في هيئة سقف جملوني يبلغ ارتفاعه 6.23 متر."/> تبلغ زاوية السقف الجملوني 30.5° وتبدأ من ارتفاع 4.77 متر من فرق أرضية الحجرة. وكانت هذه الحجرة هي أول حجرة تبنى في هرم، ويكون سقفها في شكل جملون.
يوجد في الحائط الشرقي للحجرة زاوية بارتفاع 4.7 متر وبعمق 1 متر في الحائط، ومزينة من الجانبين بقبة مدرجة. ولا تعرف وظيفة تلك الزاوية. ويعتقد الباحث «بيتري» أن الزاوية كانت مخصصة لتمثال حيث عثر بيتري على شقفات وحطام من حجر الديوريت خارج الهرم من الشمال. كما أن ذلك يناسب فكرة السرداب، وهو حجرة توضع فيها تمثال كا للملك أو الملكة، وتمثل الكا «توأم نفس الإنسان». يبدأ من تلك الزاوية نفق ضيق طوله 15.30 متر داخل قلب الهرم يختلف العلماء في وظيفته.

### الحجرة الصخرية تحت الأرض

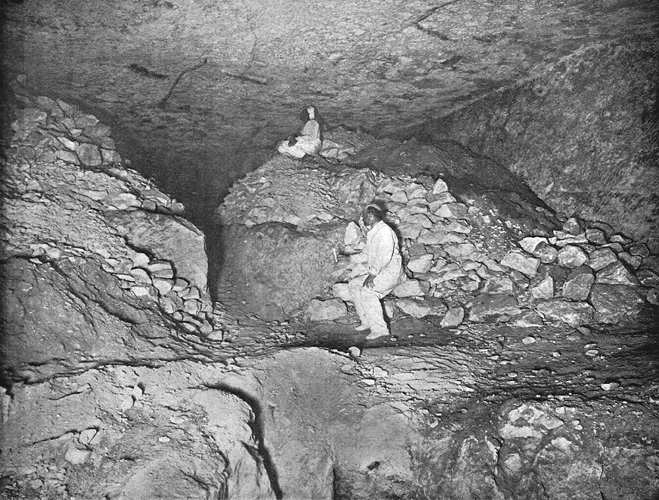
الحجرة الصخرية

ينتهي الممر الهابط بالحجرة الصخرية. وتبدو الحجرة في صورة غير منتهية ولم تسوى الأرضية إلى المستوى الذي كان يجب أن تكون عليه. لم يكن الجزء الغربي منها قد اتخذ شكله المضلع في الصخر. وتوجد على جدارها حفر طولية كانت تمهيدًا لإزالة بقية الصخور وتكملة حفر الغرفة. ويعتقد عالم الآثار «ميشائيل هاس» بأن العمال قابلتهم صعوبات شديدة للعمل على ذلك العمق حيث يقل الأكسجين بسبب التنفس والمشاعل التي كانوا يستخدمونها لإضاءة المكان أثناء العمل، وعلى الأخص أنهم بعيدون عن المخرج ومصدر الهواء النقي بنحو 105 متر تحت الأرض، علاوة على أدخنة المشاعل.
تبلغ مقاييس الحجرة 8.36 متر في اتجاه الشمال و 14.08 متر في اتجاه الشرق والغرب، ويبلغ ارتفاعها على الأكثر 5.03 متر. الأرضية في الجزء الشرقي من الحجرة غير مستوية ومنخفضة عن مستوى أرضية الممر بنحو 1.3 متر، مما يشير أن تبليط أرضية الحجرة كان مخططًا له. من الركن الجنوبي الشرقي يوجد تمديد للممر يصل طوله 16.41 متر في اتجاه الجنوب حيث توقف العمال فيه عن العمل. وظيفته غير معروفة وترى فيه آثار عامل واحد كان يحفر بصعوبة في الصخر مستخدما بمطرقة وأزميل. كما توجد حفرة عميقة في الجزء الشرقي من الحجرة الصخرية. جدران الحفرة ليست موازية لحوائط الحجرة ولكن تميل بالنسبة لها بنحو 45 درجة. هبط باحث الآثار «بيرينغ» في الحفرة حتى عمق 11 متر باحثًا ربما عن حجرة أخرى ولكنه لم يعثر على شيء.

### نفق التهوية والخروج والكهف

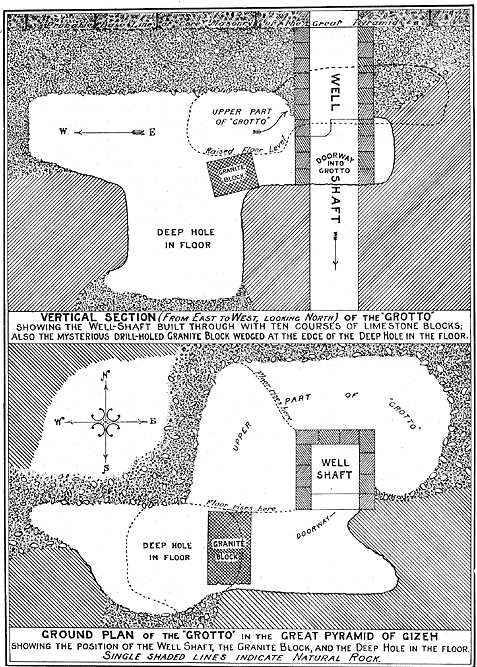
تخطيط الكهف والنفق الذي يمر بداخله: مقطع عمودي (أعلى)، ومقطع أفقي (أسفل)

يوجد نفق تهوية ومعد لخروج الكهنة والعمال بعد دفن فرعون وسد الحجرات، هذا النفق يصل بين البهو الكبير إلى الممر الهابط. المدخل السفلي يوجد على بعد نحو 1 متر تحت مدخل الممر الهابط. ويبدو أن العمل قد بدأ فيه في الصخر على ارتفاع 5.7 متر من قاعدة الهرم. ويمر هذا النفق هبوطًا بما يشبه «الكهف» في الصخر.
كان يعتقد أن الكهف هو بقايا حجرة للمومياء أولية، ولكن لا يوجد ما يدل على ذلك. لأن تصميم وطريقة بناء الكهف لا تؤيد ذلك التخمين. وجد في الكهف قطعة حجرية كبيرة من الجرانيت، من المحتمل أن تكون أحد أحجار إغلاق حجرات الملكة والملك.
بعد نزول نحو 5.2 متر (أي نحو 10 ذراع ملكي قديم) عموديًا إلى أسفل من الكهف يسير النفق كالآتي: 26 متر إلى أسفل بزاوية نحو 45 درجة في اتجاه الجنوب، ثم 9.5 متر بزاوية نحو 75° وجزء بطول 2.3 متر إلى اتجاه الجنوب الشرقي أفقيًا ليلتقي بالممر الهابط. ومن الكهف إلى أعلى يمر النفق خلال أحجار قلب الهرم بطول 61 متر ليصل إلى ارتفاع 21.80 متر داخل الهرم حتى يخرج من أرضية البهو الكبير.
يعتقد الباحثون أن النفق كان بغرض التهوية للعاملين في الحجرة الصخرية وفي نفس الوقت للخروج، فإذا كان الغرض من النفق هو الخروج فقط لاختار المهندسون القدماء طريقًا أقصر لبنائه وتوصيله إلى الممر الهابط.

#### فكرة الخروج
بعد قيام الكهنة والعمال بوضع مومياء فرعون أو مومياء الملكة في مكانها يقوم العمال بإغلاق الحجرة بأحجار ضخمة من الجرانيت (عثر على واحدة منها في الكهف). وبعد وضع مومياء فرعون في مكانها تغلق حجرته أيضًا كما يغلق الممر الصاعد من أسفل بأحجار من الجرانيت الضخمة (هذه الأحجار تكون مخزنة في البهو الكبير). فيخرج العمال عن طريق النفق إلى أسفل حتى الممر الهابط ومنه إلى الخارج ثم يغلق مدخل الهرم.

### الممر الصاعد

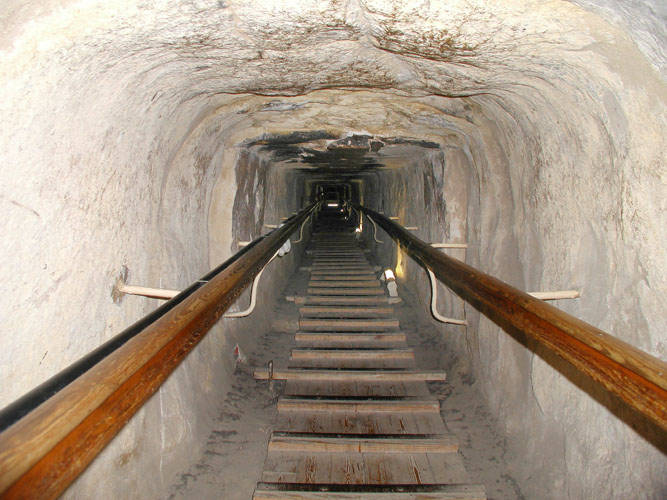
الممر الصاعد

تحت المدخل الأصلي بمسافة 27.4 متر داخل الهرم يوجد عند سقف الممر الهابط التفرع للممر الصاعد. هذا التفرع يوصل بين البنية السفلى في الصخر وبناء الهرم العلوي وما فيه من نظام حجرات. يبلغ ارتفاع الممر 1.2 متر ويبلغ عرضه 1.05 متر ويصل بعد مسافة 37.7 متر إلى البهو الكبير. يضيق الممر عند بدايته إلى نحو 0.97 بغرض حجز حجارة السد. ولا تزال حتى يومنا هذا 3 قوالب كبيرة من حجر الجرانيت في مكانها، ولا يمكن الوصول إلى الممر إلى عن طريق النفق الذي حفره عمال الخليفة المأمون.
مما يميز الممر العلوي أن به أربعة أحجار ضخمة من الحجر الجيري منتصبة عموديا ويخترقها الممر .
. ويفسرها الباحثان «ماراغيوجليو» و «رينالدي» بأنها بغرض حماية الممر الهابط فهي تعطيها ثباتا، وتوزع ثقل الهرم عليها وعلى البنية المجاورة.

### البهو الكبير

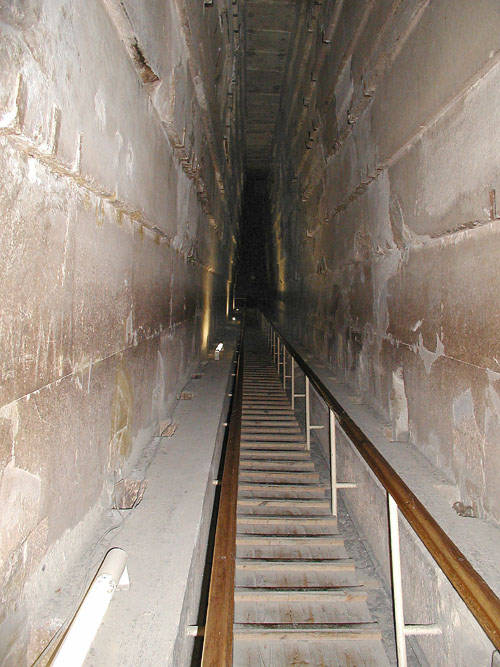
البهو الكبير حاليا (2007)

يمتد البهو الكبير على امتداد الممر الصاعد ولكنه ينحني قليلا بمقدار 1′20″ عن اتجاه الشمال . عرض البهو يبلغ ضعف عرض الممر وسقفه أعلى من المر بكثير؛ وله قبة جملونية (تنزاح صفوف الحجارة فوق الحائط اليميني واليساري بالتدريج بحيث تضيق المسافة بينهما في اتجاه السقف .)  في نفس الوقت تؤدي هذه البنية إلى الاستقرار وتوزيع ثقل الأحجار الأعلى منها على جانبي البهو . بعد علو 8و1 متر لحائطي البهو تنزاح صفوف الأحجار نحو الداخل مقدار 8 سنتيمتر بالتدريج، وهكذا حتى الطبقة السابعة للحائطين الجانبين حتي يصل عرض السقف إلى نحو 1 متر . يبلغ ارتفاع سقف البهو الكبير نحو 5و8 متر؛ ويبلغ طوله 46 متر، ويؤدي البهو الكبير إلى حجرة الملك .
الجزء الوسطي للبهو بعرض 05و1 متر وعلى كل من جانبية رصيف يبلغ ارتفاعه 52و0 متر وعرضه 52و0 متر . على الرصيفين وعلى الحائطين قريبا منهما توجد 25 حفرة على كل جانب وتبلغ المسافة بين الحفر 4و1 متر وبعضها 5و1 متر . الحفر في الحائطين في هيئة نوافذ «كاذبة» بعرض 0,67 في 0,20 متر، والحفرات المضلعة في الرصيفين بمقاس 0,52 0,18 متر .ويبدو أن حفرات الحائطين كانت قد ملئت بالجبس. .
وقد اعتبر كل من الباحثين «فلاندرز بيتري» و «نويل ويلر» أن تلك النوافذ الكاذبة والحفر كانت بغرض تثبيت مساند احجار سد البهو التي تسد الجزء السفلي لممر البهو .
تمكن العلماء سنة 2017 أثناء عملهم على مشروع مسح الأهرامات Scan Pyramids Project من الكشف عن وجود تجويف وبهو جديد في الهرم الأكبر وذلك باستخدام تقنية التصوير المقطعي باستخدام إشعاع الميوونات. وجد أن البهو أو التجويف الجديد له طول يبلغ حوالي 30 متر، والمقطع العرضي له مشابه للبهو الكبير. جرى التأكد من وجود هذا البهو أو التجويف الجديد باستخدام ثلاث تقنيات؛ وهي باستخدام صفائح الاستحلاب النووي nuclear emulsion films ومبيّن المسار الومّاض scintillator hodoscope والمكاشيف الغازية. لم يتضح بعد الغاية والهدف من وجود هذا البهو الجديد، ولا توجد إمكانية حالية للوصول إليه، إلا أنه وفقًا لرأي زاهي حواس فمن المحتمل أن يكون فجوة بنائية استخدمت لتعمير البهو الكبير.

### ممر حجرة الملك وأحجار الإغلاق

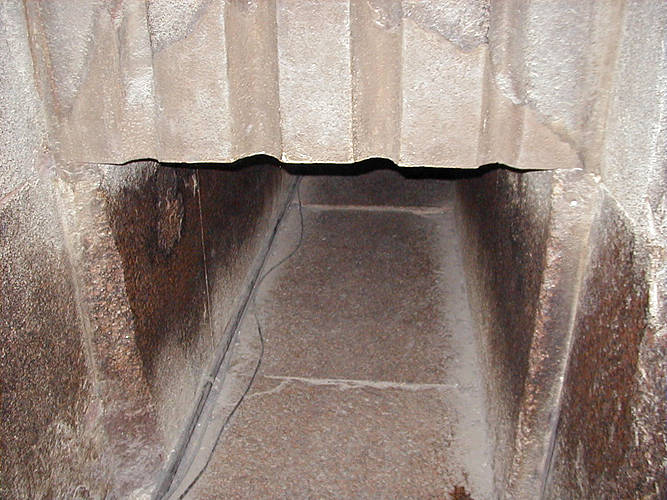
أخاديد في الحائط الخلفي ،يعتقد أنها كانت لتمرير الحبال الحاملة لأحجار الإغلاق.

يربط ممر بين البهو الكبير وحجرة الملك . يبلغ طول الممر 85و6 متر
وباتساع 1,05 في 1,11 متر . يعبر الممر في وسطه حجرة من الجرانيت وفيها أحجار إغلاق من الجرانيت، تلك الأحجار تغلق عن طريق السقوط . ثلاثة أحجار من الجرانيت يبلغ وزن كل منها نحو 5و2 طن كانت تستخدم أساسا لإغلاق الحجرة . وكان من الممكن تحريك تلك الأحجار رأسيا خلال فتحات عرضها 55 سنتيمتر . ويبدو أن تلك الأحجار كانت مرفوعة أثناء عمليات البناء بواسطة حبال ونظام من عروق خشبية وأحجار، حتى يبقى الممر مفتوحا حتى إغلاقه فيما بعد .
لتمرير الحبال فقد ثقبت أحجار الإغلاق الجرانيتية من أعلى 4 ثقوب . وعلى حائطي الحجرة لا تزال الأعضاء المستديرة موجودة لثلاثة عروق خشب أسطوانية مثبتة أفقيا، والتي كنت الحبال تشد عليها. وعلى الحائط الخلفي توجد 4 أخاديد نصف دائرية يعتقد أنها كانت لتمرير الحبال الحاملة لأحجار الإغلاق.
عثر على أحد أحجار الإغلاق في «الكهف»، وعلى بعض البقايا الحجرية في الممر الصاعد. كما عثر على جزء كبير من أحد أحجار الغلق أمام المدخل الأصلي للهرم .
.

### حجرة الملك

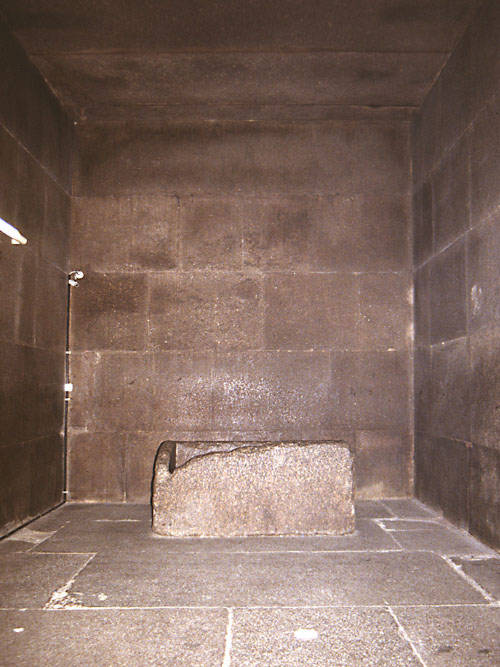
حجرة الملك والتابوت

تبلغ أبعاد حجرة الملك 10.47 متر (34.4 قدم) من الشرق للغرب، و5.234 متر من الشمال للجنوب. ولها سقف مسطح على ارتفاع 5.974 متر فوق الأرضية. توجد فتحتان ضيقتان على ارتفاع 0.91 متر، إحداهما في الحائط الشمالي والأخرى في الحائط الجنوبي للحجرة . هذه الفتحات تصل بنفقين ضيقين يصلان تقريبا إلى سطح الهرم؛ يتوجهان إلى النجوم في السماء الشمالية والجنوبية. الغرض من هذه الانفاق غير واضح حتى الآن. ظن علماء المصريات طويلا ان الغرض منها هو التهوية، لكن هذا الاعتقاد تم اهماله الآن لحساب الاعتقاد الأكثر شيوعا بأن هذه الانفاق الصغيرة صنعت لخدمة الغرض الشعائري بتوجيه روح الملك إلى الجنة. كل من النفقان الضيقان متوجه إلى نجم أو مجموعة نجمية كانت ذات شأن في المعتقدات الدينية المصرية القديمة، مثل الشعرى اليمانية وكانت تسمى لدى قدماء المصريين «سوبدت».
تعتبر حجرة الملك خوفو في الهرم الحجرة الوحيدة من الأسرات المصرية الرابعة حتى السادسة ويكون سقفها منبسطا وليس في شكل سقف جملون. فيرى تصميم الحجرة أن يكون عرضها مناسبا لتسقيفها بأحجار مضلعة طول كل منها 6 أمتار من الجرانيت؛ ثم بناء حجرات فوقها منخفضة، ثم يعلوها سقف جملوني من أحجار كبيرة، كل هذا لخفض ضغط الهرم على حجرة الملك ولضمان بقائها سليمة .
في حجرة الملك إلى الغرب يوجد تابوت من الجرانيت للملك . غطاؤه غير موجود . ويتكون التابوت من قطعة واحدة من الجرانيت، حفر ونشر وسوي ليحصل على شكله هذا . وتشير آثار على جوانبه الداخلية أنه عومل بأدوات نحاسية مع إضافة رمل كوارز كمادة صنفرة . كما تشير الآثار إلى استخدام خرامات نحاسية قد يبلغ قطرها 11 سنتيمتر وسمك جدارها 5 مليمتر لإعداد التابوت.
حجم التابوت (بمقاييسه 2,28 متر × 0,99 متر × 1,05 متر) لا تسمح بنقله خلال الممرات ولهذا فقد وضع في مكانه وقت البناء قبل تركيب سقف الحجرة .يوجد في جدار التابوت على الناحية الغربية ثلاثة تقوب مستديرة، يبدو أن الغطاء كان مثبتا بواسطتها بقضبان .
تشير تقارير من مؤرخين عرب من العصور الوسطى إلى العثور على تابوت كان في شكل مومياء، ولكن لا يوجد هذا التابوت الآن . ويعتقد عالم الآثار الألماني «ستادلمان» أن ذلك ليس ببعيد إذ يعتقد ان الهرم قد أعيد إغلاقه في عهد الرمسيسيين، ثم فتح ثانيا في عهد الخليفة المأمون. ويبدو من التقريرات البسيطة للمؤرخين الإغريق القدماء، مثل هيرودوت، أنهم لم يشاهدوا داخل الهرم .

### غرف تخفيف الوزن
توجد فوق سقف حجرة الملك 5 غرف فوق بعضها البعض مغلقة من جميع الجهات . وفوق تلك الغرف المبنية بقصد تخفيف وزن الهرم عن سقف حجرة الملك بُني السقف الجملوني (على شكل العدد 8). هذا السقف ذو الشكل الجملوني يوزع ضغط وزن الهرم على حوائط حجرة الملك بدلا من ان يكون اتكاؤها على السقف نفسه فيتعرض للكسر وتدمير الحجرة .
يبلغ بذلك الارتفاع الكلي لحجرة الملك نحو 21 متر.
اكتشفت الغرفة التحتية الأولى فوق حجرة الملك من الدبلوماسي البريطاني «ناثانيل دافيسون» في عام 1765، وهي تحمل اسمه من ذلك الوقت. . ثم اكتشفت الأربعة غرف الأخرى في عام 1837 من الضابط البريطاني «هوارد فيس» و «جون بيرينغ» اللذان استخدما مطرقة وأزميل وبارود حتى استطاعا الوصول إلى الغرفة العليا . واطلقا أسماء مشاهير من ذلك العهد على الغرف : «هيرسوغ فون وليلنغتون»، و «هوراتو نيلسون»، و «أدميرال نيلسون» و «ليدي أربوثنوت» والقنصل «باتريك كامبل»
.
عثر في الغرف الأربعة فوق حجرة الملك على كتابات هيروغليفية للعمال الذين كانوا عاملين في بناء الهرم بالإضافة إلى علامات تختص بعملية البناء . تلك الكتابات المكتوبة بالاحمر تعطي فكرة عن نظام العمل وتقنية القياس في عهد خوفو. ويتعدد ذكر ثلاثة مجموعات من العمال اللذين كانوا يقومون بنقل الأحجار . وتذكر المجموعتات «خدام خوفو» و «حورس ميديو نظيف» في النصف الجنوبي للغرف ؛ وتطهر كتابات مجموعة «التاج الأبيض لخنوم-خوفو قوي» في جهة الشمال . وهذا يبين ان نظام العمل كان يتضمن أن كل من مجموعات العمال كانت تقوم ببناء جزء خاص بها في تشييد البناء .
وعثر على الكثير من العلامات الخاصة بالبناء . ففي الجزء الغربي لغرفة ليدي أربوثنوت وجدت علامات تحدد المحور الوسطي للهرم الشمالي-الجنوبي، والذي ربما كان يحدد وضع التابوت في حجرة الملك . وحددت في تلك الغرفة مستوى وجود الحائط الغربي لحجرة الملك الواقعة 11 متر أسفلها.

## مجمع الهرم

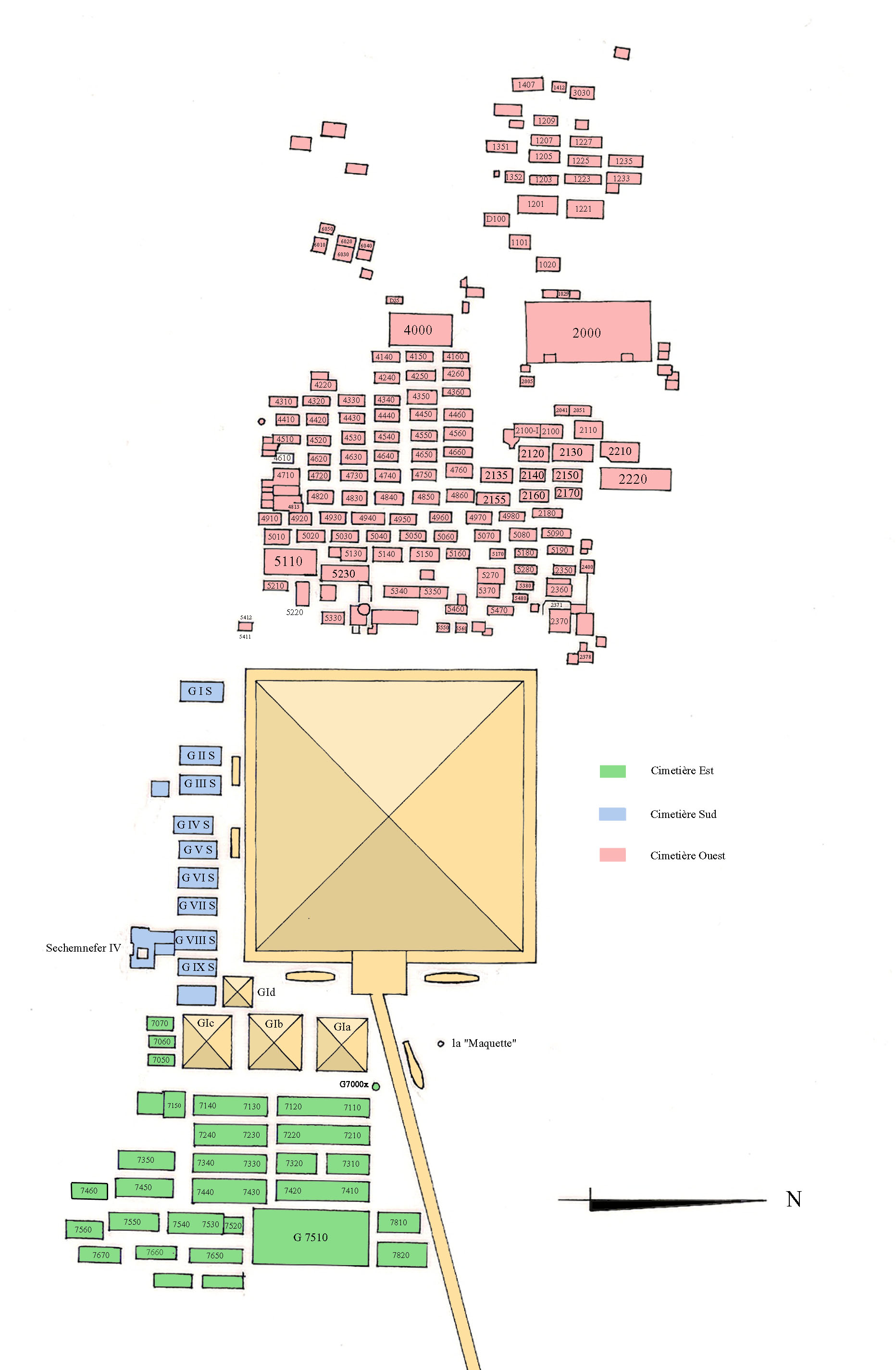
خريطة الهرم الأكبر و مجمعات المقابر حوله.

### المعبد الجنائزي
معبد العبادة التابع للهرم يتمثل في المعبد الجنائزي، الذي بني في وسط الناحية الشرقية للهرم . ومن معالم المعابد الجنائزية خلال الاسرة الرابعة أنها لم تكن توصل ببناء الهرم . فكانت المسافة بين المعبد الجنائزي والهرم نحو 10 أمتار.
وتعرض المعبد الجنائزي لهرم خوفو للنهب . ولا توجد منه سوى الأرضية المغطاة بأحجار البازلت المستوية، وبقايا أعمدة وتماثيل . كان طول المعبد الجنائزي 52,50 متر وعرض 40,30 متر، ويحوي بهو مفتوح به 26 عمود من الجرانيت، التي كانت مغطاة. من الناحية الغربية للمعبد كانت توجد صفوف من الأعمدة ومتصلة بغرف العبادة في المعبد .
علي الأحجار نقوشات تعبر عن عيد سد (أحد أعياد قدماء المصريين) وعيد فرس النهر الأبيض ورسومات أخرى . كما يوجد على الأرض بقايا نظام مجاري لتصريف مياه الأمطار.

### الطريق إلى معبد الوادي
لم يتبقى من معبد الوادي والطريق الذي كان يؤدي إليه من المعبد الجنائزي سوى بقايا قليلة . ويبدو أن حائطي الطريق بينهما كانت منقوشة برسومات ملونة، ذكرها المؤرخ الاغريقي هيرودوت في تقريراته . يصل طول الطريق بين المعبدين إلى نحو 700 متر حيث كان معبد الوادي على النيل مباشرة.
عثر في عام 1990 على أحجار بازلت على بعد نحو 750 متر شمال شرقي الهرم عند نزلة السمان ويعتقد انها لمعبد الوادي لخوفو. وبعض الأحجار من الحجر الجيري وجدت في هرم أمنمحات الأول وعليها كتابات تحمل اسم خوفو . ويعتقد بعض العلماء بأنها قد تكون من بنيات لخوفو كانت في مطقة الفيوم . ولا يزال البحث عن معبد الوادي للهرم الأكبر جاريا.
في يناير 2015 شاع خبر أن أحد سكان الجيزة عثر بالحفر في فناء بيته على أحجار مرصوفة. وقام علماء الآثار المصريون بفحصها ويبدو انها من الطريق بين المعبد الجنائزي ومعبد الوادي لخوفو .

### الفناء والجدار المحيط
توجد على الأربعة نواهي الهرم الأكبر بقايا جدار كان يحيط بالهرم يبلغ عرضه بين 3,15 - 3,60 m على بعد نحو 10 متر من الهرم . كانت أسطح الجدار مائلة ومقوسة من أعلى . وكانت أرضية هذا الفناء مغطاة بأحجار مستوية من الأحجار الجيرية البيضاء، لا يزال بعضها موجودا حتى الآن .
ويجد عالم الآثار الألماني «لودفيج بورشارت» أنها مائلة المستوى غليلا نحو الخارج ربما لصرف مياه الأمطار.
كما وجدت في الطرفين الشمالي الغربي والجنوبي الغربي للبهو الهرم قناتان محفورتان في أحجار الأرضية كانت تخرج من تحت الجدار لتصريف مياه المطر. وكان دخول الفناء عن طريق المعبد الجنائزي _ ويبدو أن لم يكن لها اتصال من خارج الجدار.
ووجد جدار ثاني يحيط بالجدار الأول حول الهرم، وهو على أبعاد بين 7و17 و 6و23 متر من الحائط الأول وكان مبنيا من بقايا أحجار وملاط . وكان سمك الجدار بين 5و2 و 5و3 متر . ويؤكد الباحثون ان هذا الجدار الثاني لم ينشأ في عهد خوفو، خصوصا وأنه يمر فوق حفرات مراكب الشمس التي كانت مخصصة لخوفو. ويبدو أن هذا الجدار الثاني قد بني في عهد خفرع، أو أكثر احتمالا أن يكون قد تم بناؤه وقت بناء المصطبات الجنوبية.
وعثر على الناحية الجنوبية للهرم الأكبر أساس جدار ثالث بين الجدار الخارجي والجدار الداخلي وكان بعرض 75و0 متر.

### هرم العبادة (G I-d)

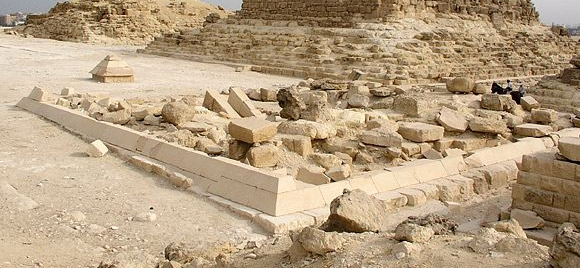
بقايا هرم العبادة (G I-d).

أكتشف عالم الآثار المصري زاهي حواس بقايا هرم العبادة على بعد 25 متر من جنوب شرق الهرم الأكبر في عام 1992. أمثال تلك الأهرامات الثانوية كانت تبنى منذ عهد بناء هرم ميدوم. وكانت تلك الأهرامات الثانوية تبنى دائما على الناحية الجنوبية من الهرم الرئيسي، وأصبح علماء الآثار يسمونها «المقابر الجنوبية». ويعتقد العلماء أن تلك الاهرامات كان لها أهمية خاصة في الطقوس الجنائزية، ولكن لا زال العلماء لا يعرفون وظيفتها بالضبط.
يبلغ ضلع هرم العبادة لخوفو 75و21 متر، وقد أزيلت احجاره واستخدمت في الماضي ولم يتبقى منه سوى الطبقة التحتية . للهرم نظام غرف في هيئة حرف T وهو يختلف كثيرا عن تلك الخاصة بأهرامات الملكات. ومن أهم الاكتشافات الهرم الصغير الذي كان يعلو
قمة هرم العبادة وهو من الحجر الجيري من محاجر طرة .
علاوة على ذلك فالحوائط الداخلية مشكلة في هيئة تكعيبة ذات ستائر ومائلة إلى الداخل . وهي بشكلها هذا تماثل الأبوهة الموجودة في شرق هرم سقارة.

### مقابر الجيزة

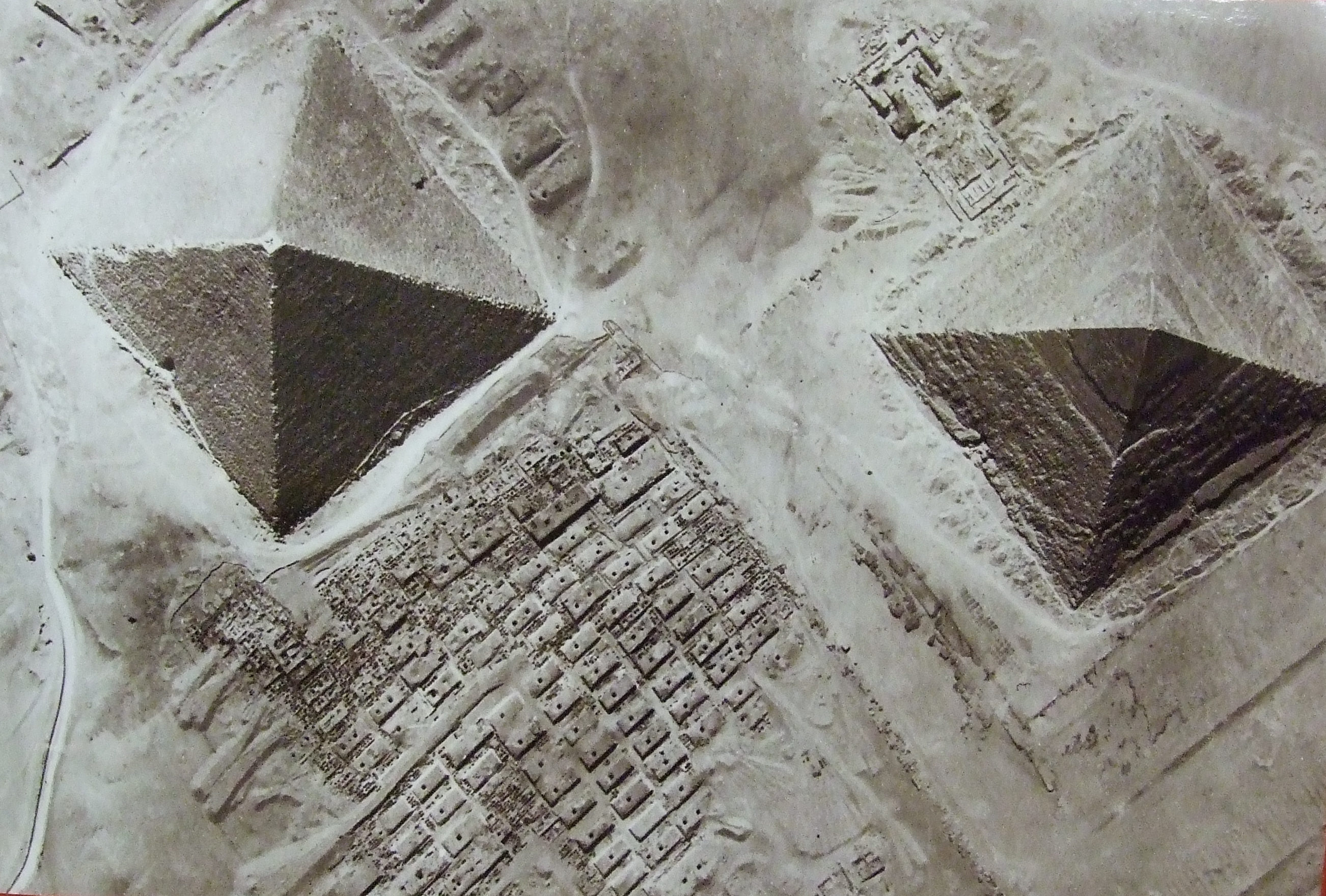
صورة من الجو لهرم خوفو (يسار), وهرم خفرع (يمين) وبينهما حقل المقابر الغربية.

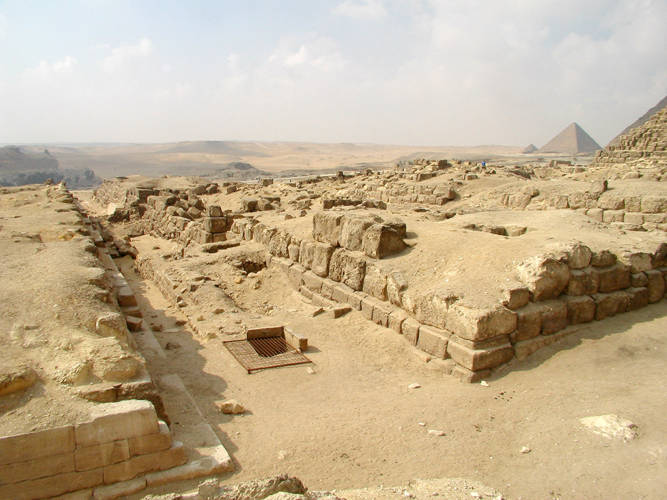
من مصاطب حقل المقابر الشرقي

بنيت على الناحيتين الشرقية والغربية للهرم الأكبر منطقتين منتظمتين لمصاطب . المصاطب الشرقية كانت مخصصة كقبور لأفراد عائلة الملك، والمصاطب الغربية كانت مخصصة للموظفين الكبار في الدولة . فكان هؤلاء الذين يدفنون على مقربة من الملك يتمتعون بعد مماتهم بالطقوس الدينية التي كانت تجرى للملك المتوفي وما تقدم له من قرابين في المعبد الجنائزي .
وكانت المصاطب تعكس في بنائها واتجاهها ومن يلحق بها من أثاث وعتاد مرتبة صاحبها الاجتماعية . وفي خلال عهد خوفو بنيت 77 من تلك المصاطب وزاد عددها فيما بعد. كما أنشئ عدد آخر من المصاطب خلال الأسرة السادسة جنوب هرم خوفو.
المقابر على الناحية الغربية من الهرم الأكبر مقسمة إلى ثلاثة مناطق : G 1200 و G 2100 و G 4000 والمصطبة المنفردة
G 2000 . ويدل نظام المصطبات المبنية في تلك المناطق على التخطيط المسبق . ويبدو ان تلك المصاطب قد بنيت لأصحابها كبنيات ابتدائية على أن يقوم أصحابها بتزيينها بحسب رغباتهم .
كان حقل القبور الشرقي G 7000 بالنسبة للهرم الأكبر مخصصا لأعضاء العائلة الملكية والأمراء . وهو يشمل 6 صفوف من المقابر متجهة نحو الشمال والجنوب . ثلاثة من أهرامات الملكات تقع بالقرب من الهرم الأكبر، ثم تتلوها 8 مصطبات كبيرة كانت مخصصة لأبناء خوفو : «باو إف رع», و «خوفو غا إف» و «حور جد إف» وكا وعب و «من غا إف». وهي موزعة في أربعة صفوف كلم منها فيه مصطبتان ؛ وتحده من الشرق مصطبة «عنخ عا إف»، وهو أحد أبناء سنفرو وبذلك كان أخا لخوفو من أمه أو من زوجة ثانية لسنفرو.

### مقبرة حتب حرس (G 7000x)

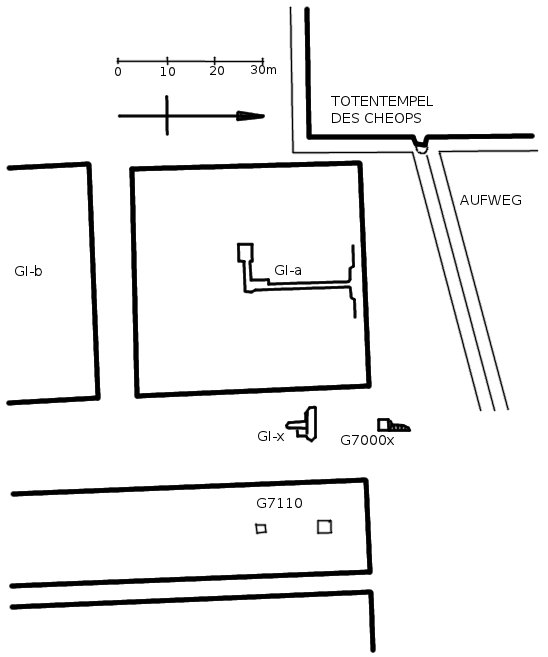
موقع مقبرة حتب حرس (G7000x) في منطقة القبور الشرقية بالجيزة.

يرمز إلى مقبرة حتب حرس بالرمز G 7000x وهي عبارة عن حفرة عميقة بعمق 27 متر في الأرض الصخرية بالقرب من الركن الشمالي الشرقي للهرم G I-a . الحفرة تنتهي من أسفل بحجرة كانت مخصصة لمومياء الملكة حتب حرس أم خوفو، ولكن لم تكن المومياء فيها.
يرجح ان الملكة حتب حرس كانت زوجة سنفرو وهي أم خوفو. اكتشف مقبرتها عالم الآثار «جورج رايسنر» ومجموعته العلمية في عام 1925 . توجد حجرة الملكة على عمق 27 متر تحت الأرض، ووجدت فيها أمتعة وأثاث واواني، اختام كثيرة للملكة .
وكانت المواد العضوية المختزنة فيها قد تآكلت وبقي فقط غبار وأجزاء مهمشمة . وكانت أرضية الحجرة مبعثر فيها صفائح من الذهب كثيرة ، كانت تغطي قطع الأثاث التي كانت فيها. ولكن نجح علماء الأثار في إعادة تشكيل الأثاث المذهب خلال عمل مضني . وهي تعطي صورة عن ثراء وعظمة محتويات قبر ملكي . وهي تعد أحسن ما بقي من أثار قبور ملكية من عهد الدولة القديمة.
لم تسرق محتويات المقبرة ، ومع ذلك فقد وجد التابوت المصنوع من الألبستر فارغا ، إلا أن الأواني الكانوبية المحتوية على الأعضاء الداخلية للملكة كاملة. وحتى الآن لا يعرف تفسير ذلك . ومن المؤكد أن هذه المقبرة لم تكن المقبرة الاصلية لأم خوفو . ويبدو أنها كانت مقبرة مختفية لحماية ممتلكات الملكة من السرقة أو أنها كانت مقبرة احتياطية.

### G I-x
توجد حفرة في شكل حرف T تقع نحو 5و7 متر شرق الهرم الصغير
- G I-a ؛ ويعتقد عالم الآثار رايسنر أنها كانت بداية لبناء هرم ثانوي، وسماها رايسنر الموقع G I-x . كما يعتقد عالم الاثار الألماني «لينر» بأن الحفرة كانت معدة كمدخل لهرم لم يكتمل بنائه. وهو يمثل الرأي بأن المقبرة G 7000x والموقع G I-x يشكلان مجمع مقابر لم تكتمل وتخص الملكة حتب حرس، وأن المومياء قد وضعت في مقبرة جديدة أخرى مع ما يصحبها من قرابين وعتاد وأثاث. وبقيت قرابينها وأثاثها الأصلي في المقبرة الأرضية G 7000x .
لا يزال بحث العلماء جاريا لتفسير تلك الحفرتين وربما علاقتهما بالمكان الغير معروف لمومياء حتب حرس . وعلى وجه العموم فإن تصميم المجمع المقترح للهرم G I-x والمقبرة G 7000x تختلف عن التصميمات اللتي كانت معهودة في ذلك الزمان . علاوة على ذلك أنه لا يوجد دليل على هرم فوق الموقع G I-x. ويعتقد العلماء أن موقع المقبرة G 7000 قد تعرض في ذلك العهد القديم إلى تغييرات في التصميم والتنفيذ  ولا يزال البحث والتنقيب جاريا.

## مراكب الشمس
عثر في محيط الهرم الأكبر 7 حفرات تحوي بعضها مراكب . خمسة منها تتبع هرم خوفو واثنان يتبعان أهرام الملكات . وقد وجدت حفرتي مراكب الشمس جنوب هرم خوفو في حالة جيدة ومغلقة .

### حفرات المراكب الجنوبية

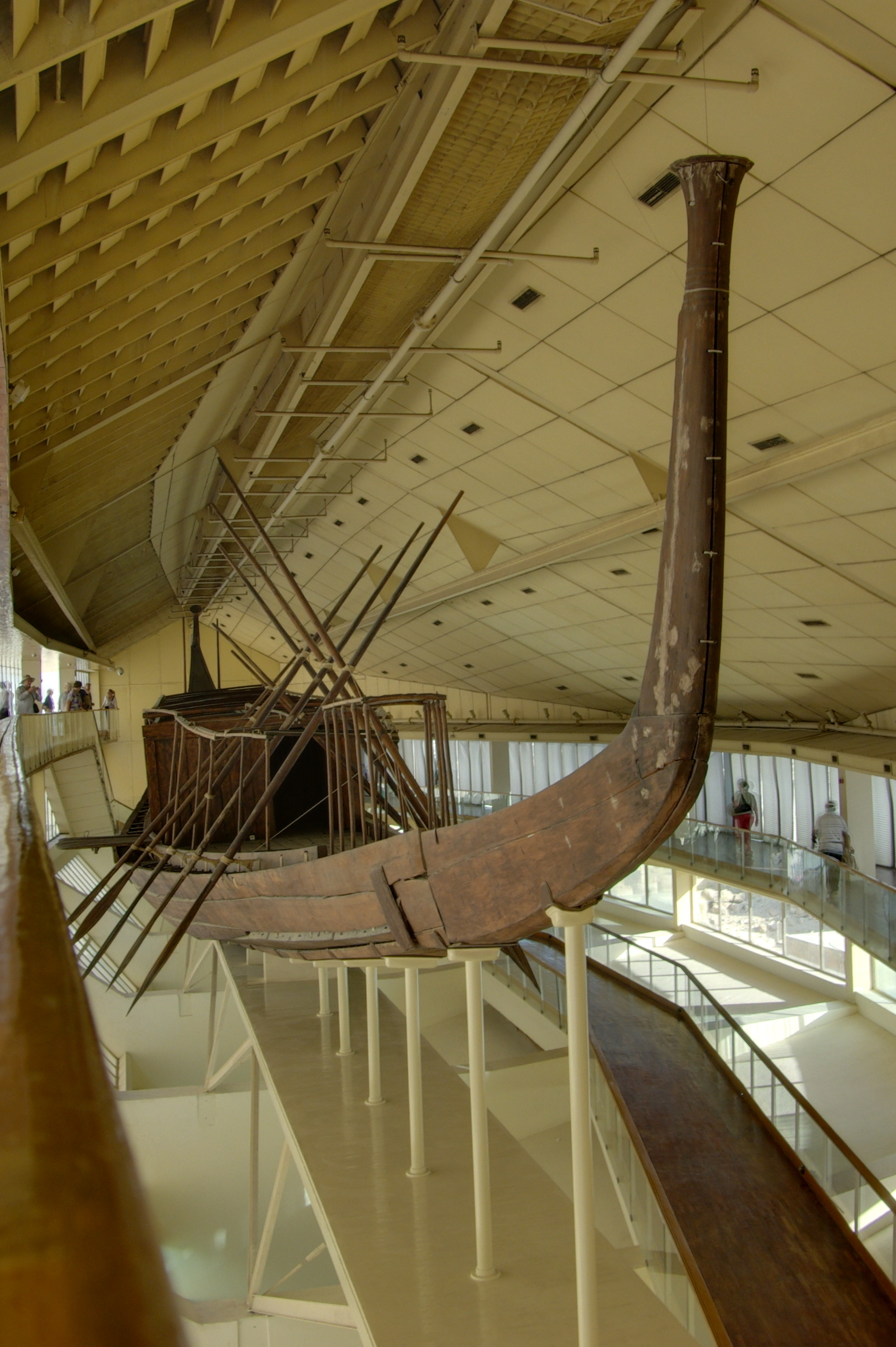
مركب الشمس في المتحف

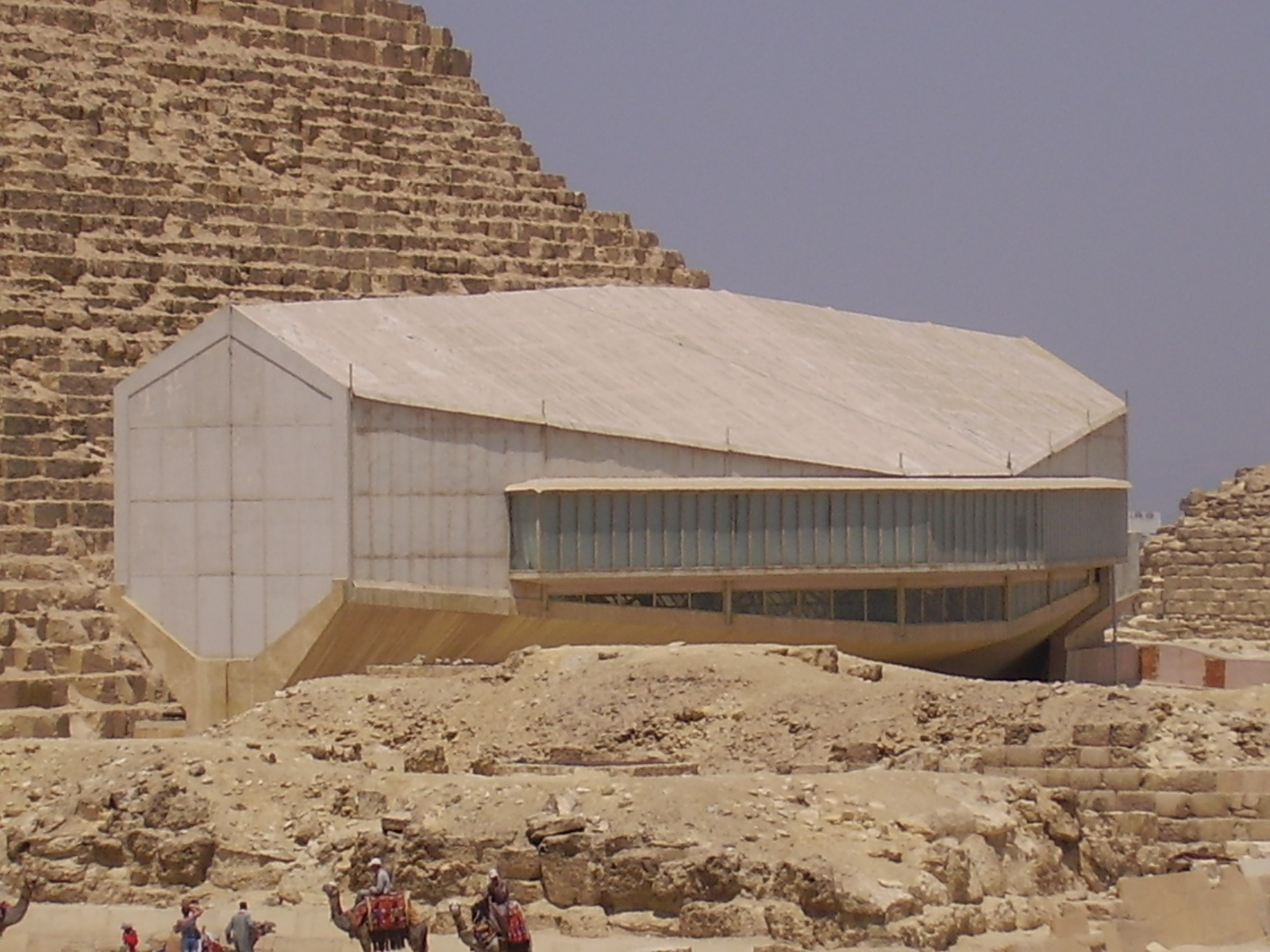
متحف مركب الشمس بجانب الهرم

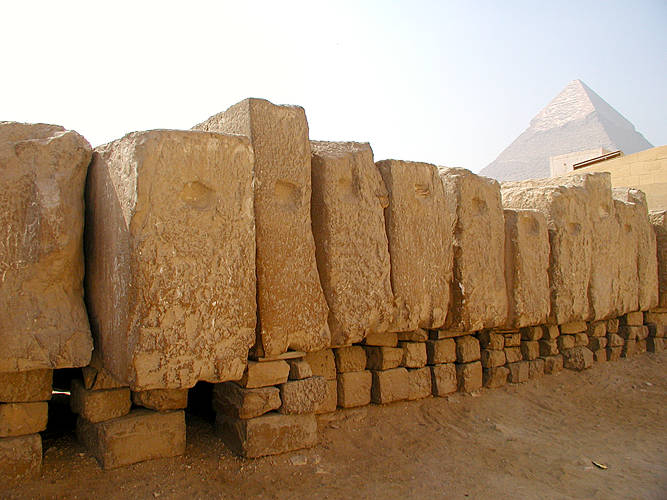
أحجار إغلاق حفرة مركب الشمس

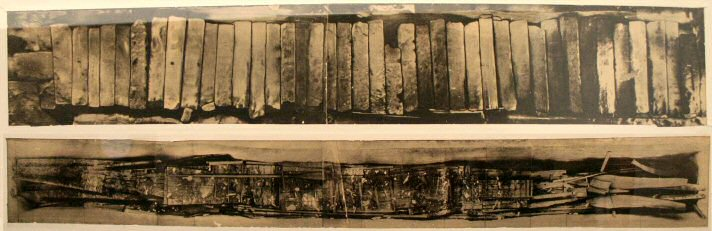
الحفرة المغلقة (أعلى)، والمركب كما وجدت (أسفل)

اكتشفت الحفرتان الجنوبيتان من عالم الآثار المصري () في عام 1954 . وأخرجت من الحفرة الشرقية أجزاء مركب شمس وأعيد تركيبها من خبراء مصريين . وأما الحفرة الثانية فقد فحصت في عام 1987 . وتبين أنها تحوي أجزاء مركب شمس كاملة مفككة.
ومن المزمع تركيبها في المستقبل أيضا. مركب الشمس الأولي معروضة في متحف مركب الشمس بجانب الهرم ويمكن للزوار مشاهدتها.
الحفرة الشرقية طولية موازية للهرم من ناحية الجنوب وتبعد عنه 17 متر. يبلغ طولها 31 متر وعمقها 4و5 متر. وكانت تسد الحفرة من اعلى قطع من الحجر عرضية تستند على جانبي الحفرة الشمالي والجنوبي ، وكانت الفتحات بينها مسدودة بملاط يغلق الحفرة تماما. عدد القطع الحجرية المستخدمة في سد الحفرة يبلغ 41 قطعة كبيرة مختلفة المقاييس ؛ يبلغ مقاييسها في المتوسط 5و4 متر طولا و 85و0 متر عرضا و 8و1 متر ارتفاعا ، وتزن كل منها ما بين 15 إلى 20 طن.
وجدت على أحجار الإغلاق كتابات هيروغليفية عديدة من العمال المصريين القدماء ؛ من ضمنها أسماء مجموعات العمال التي كانت مسؤولة عن نقل تلك الأحجار ، وكذلك 10 من الخراطيش تحمل اسم الفرعون خفرع الذي حكم بعد خوفو وتاريخ وضع المراكب «السنة 11 للتعداد». “. يستنتج الباحث «فرنر» من ذلك أن بعض أجزاء مجمع الهرم قد تمت بعد وفاة خوفو . ولكن باحث آخر ويدعى «هاس» فيعتقد أن التاريخ المسجل على الأحجار ينتمي إلى عهد خوفو . وعلى ذلك فيكون التسجيل على حجارة الإغلاق قد تم في عهد خوفو . وبما أن خوفو قد حكم مصر مدة «13 من أعوام التعداد (للماشية)» فتكون تلك الحجارة قد جهزت في عهده وخزنت ، حتى جاء وقت موته ودفنه. كذلك لا يستند التوقيت على الحجارة مع فترة حكم خفرع إذ أنه حكم مصر لمدة «8 من أعوام التعداد» (كان تعداد الماشية يتم في مصر القديمة عادة كل سنتين ، وبناءا على ذلك فتكون فترة حكم خوفو 21 سنة على الأقل. علاوة على ذلك ، لو كان وضع مراكب الشمس في عهد خفرع لكان ذلك متاخرا جدا عن الطقوس الجنائزية التي أجريت لدفن خوفو. .
كانت مركب الشمس مفككة في 1224 قطعة ووضعت في الحفرة في 13 طبقة . وهي عبارة عن مركب ملكي ذو مجاديف مصنوعة من خشب الأرز من لبنان، وتتكون المركب من عشة وخمسة أزواج من المجاديف واثنين من زعانف التوجيه وسقالة للرسو على الشاطيء.
يصل طول المركب إلى نحو3و42 متر وأقصى عرضه 6و5 متر ، ويشابه في شكله شكل مركب البردي . وقد استغرق إعادة تركيبه نحو 10 سنوات ؛ ووضع في متحفه للعرض في عام 1982 بجانب الهرم.
وتبين خدوش على المركب أنه كان يستخدم في عهد الملك . ولكن عالم الآثار المصري يعتقد بأن المركب لم ينزل إلى الماء . وتوجد أثار وبقايا لاخشاب في موقع الهرم تدل على ان مركب الشمس قد تمت صناعته في ذلك الموقع .
في عام 1987 بينت كاميرات صغيرة أدخلت في الحفرة الثانية أن مركبا اخرا موجود ومفكك . يعتقد عالم الآثار الألماني «هاس» أنها لمركب شراعي . وبعد عدة سنوات من التجهيزات بدأ في عام 2009 مجموعة من الباحثين اليابانيين من جامعة واسيدا ، طوكيو، وبالتعاون مع مصلحة الأثار المصرية فحص محتويات الحفرة الثانية . وبدأ استخراج أجزاء المركب من الحفرة الثانية في يونيو 2013.

### حفرات المراكب الشرقية

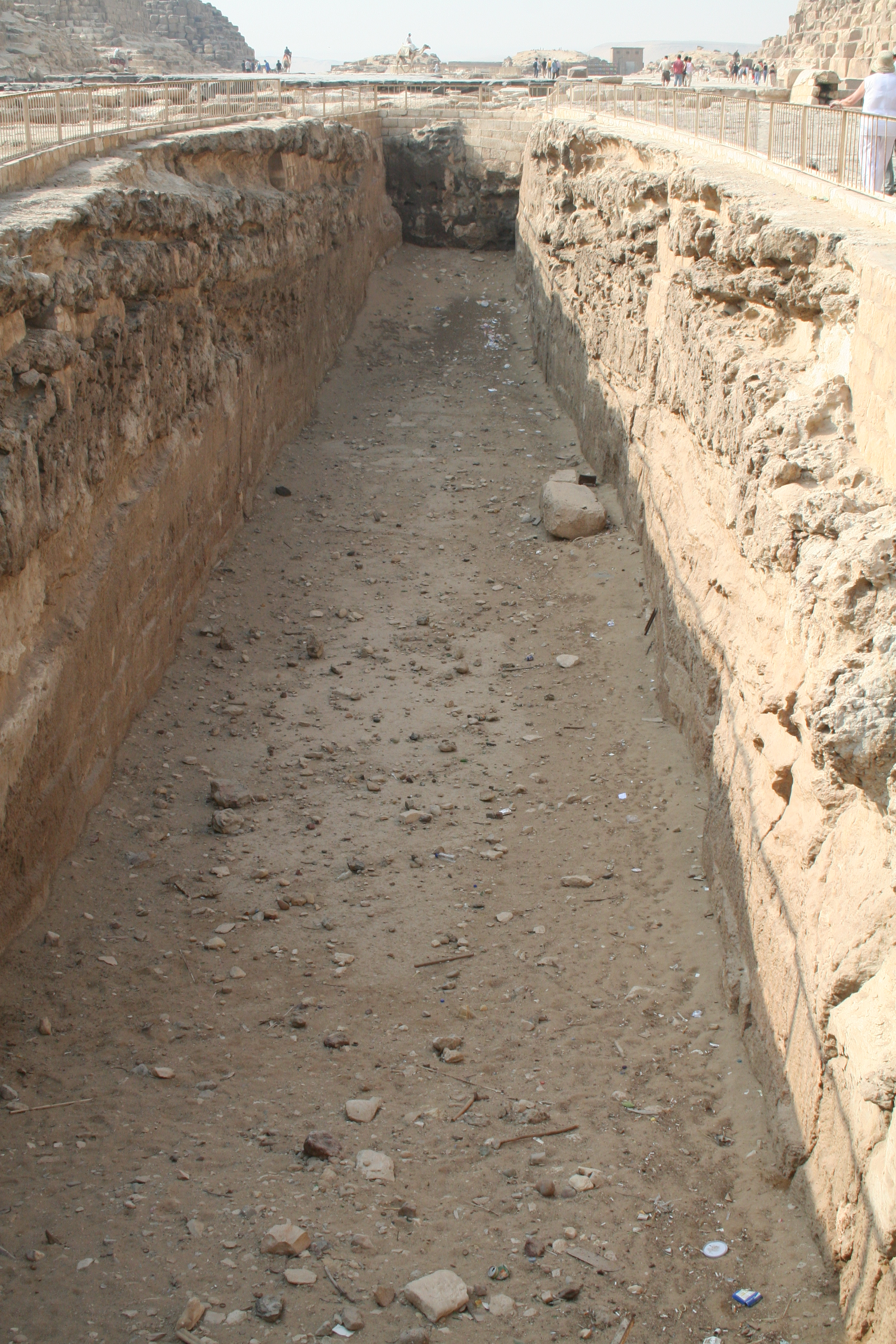
أحد الحفرتين الشرقيتين لهرم خوفو.

توجد على كل ناحية ، شمال وجنوب بقايا المعبد الجنائزي للهرم الأكبر حفرة طولها 50 متر وعرضها 7 أمتار تحوي مراكب في اتجاه الشرق ، الشمالية منها تبعد عن الهرم 6و23 متر والجنوبية يبعد عنه 6و24 متر . كانت تلك الحفرتان مفتوحتين منذ زمن بعيد ولا يعرف مصير ما كان بها . إلا انه عثر في الحفرة الشمالية على جزء مكسور من كتف تمثال من الجرانيت للملك وقطعة حجرية من الحجر الجيري مكتوب عليها جزء بالهيروغليفية . وربما كان منشأ تلك الموجودات من المعبد الجنائزي أو من الطريق إلى معبد الوادي.
الحفرتان أكبر من الحفرتين الموجودتين جنوب الهرم وتشكلان أكبر مراكب شمس في منطقة الهرم . المحتويتين على مراكب شمس. وتدل الآثار الموجودة فيهما على أنهما كانتا مبطنتين بأحجار وكل منهما في شكل مستطيل.

### حفرة مركب على طريق المعابد
عثر على حفرة مركب على بعد نحو 45 متر شرق الهرم موازية للطريق بين المعبد الجنائزي ومعبد الوادي . طول الحفرة 7و21 متر ويبلغ عمقها 3و4 متر ، وهي تختلف عن الحفرات الأخرى. بعد عدة سلالم يهبط المرء إلى فتحة في أرضية صخرية . وربما كان فيه من قبل إما مركب طقوس أو مركب قامت بنقل مومياء الملك إلى الهرم .عثر في تلك الحفرة على رأس تمثال أسد وحطام اخشاب مغطاة بصفائح الذهب وحبل. وليس من المعروف عما إذا كانت تلك الأشياء تتبع بالفعل إلى المركب حيث أن الحفرة استخدمت بعد ذلك في العهد القديم كمقبرة . وتشير بعض الأحجار التي كانت تبطن جدران الحفرة إلى أنها كانت أيضا مغطاة بقطع حجرية كبيرة .
.

### حفرات مراكب أهرام الملكات
تلك الموجودات تثبت انه في عهد خوفو كان للملكات أيضا مراكب شمس . عثر على حفرة مركب جنوب الهرم G I-a تبلغ طولها
22,7 متر وبعرض 4,35 متر وعمقها 7و4 متر ويبدو أنها كانت تنتمي إلى هرم الملكات .
خلال الخمسينيات من القرن الماضي عثر على حفرة مركب أخرى جنوب الهرم G I-b . ويبدو أن ما وجد فيها من أحجار تبطنها كانت تنتمي إلى مقبرة أقيمت فيها . ومن المحتمل أن تكون تلك الحفرة التي كانت لمركب قد شيدت بعد الحفرة الموجودة جنوب الهرم G I-a. وتقع الحفرة بين الهرمين G I-b و G I-c.

### تفسير مراكب الشمس
يختلف علماء الآثار في تفسير كل تلك المراكب التي تم العثور عليها حول هرم خوفو.
يعتقد عالم الآثار «باروسلاف سيرني» أن الأربعة مراكب الموجودة أو التي كانت موجودة على الناحيتين الشرقية والغربية كانت مخصصة لحمل الملك في الأربعة اتجهات السماء إلى عالم الآخرة . والمركب الخامس كانت المركب التي حملت مومياء الملك إلى مقبرته في الهرم . أما عالمي الآثار سليم حسن و «والتر إمري» فيعتقدان أن المراكب كانت بغرض حمل أتباع الملك في رحلتهم مع الإله رع عبر السماء . أما عالم الآثار أبوبكر فهو يمثل الرأي بأن تلك المراكب كانت في خدمة الملك خلال طقوس دينية واحتفالات وعند انتقاله بين أماكن مقدسة .
كما لم يتوصل علماء الآثار حتى الآن إلى تفسير بكون المراكب وجدت مفككة . ويعتقد أحدهم في أن تفكيك المراكب كان من أجل رفع السحر عن كل ما استخدم في الطقوس الجنائزية للملك .

## أهرام الملكات

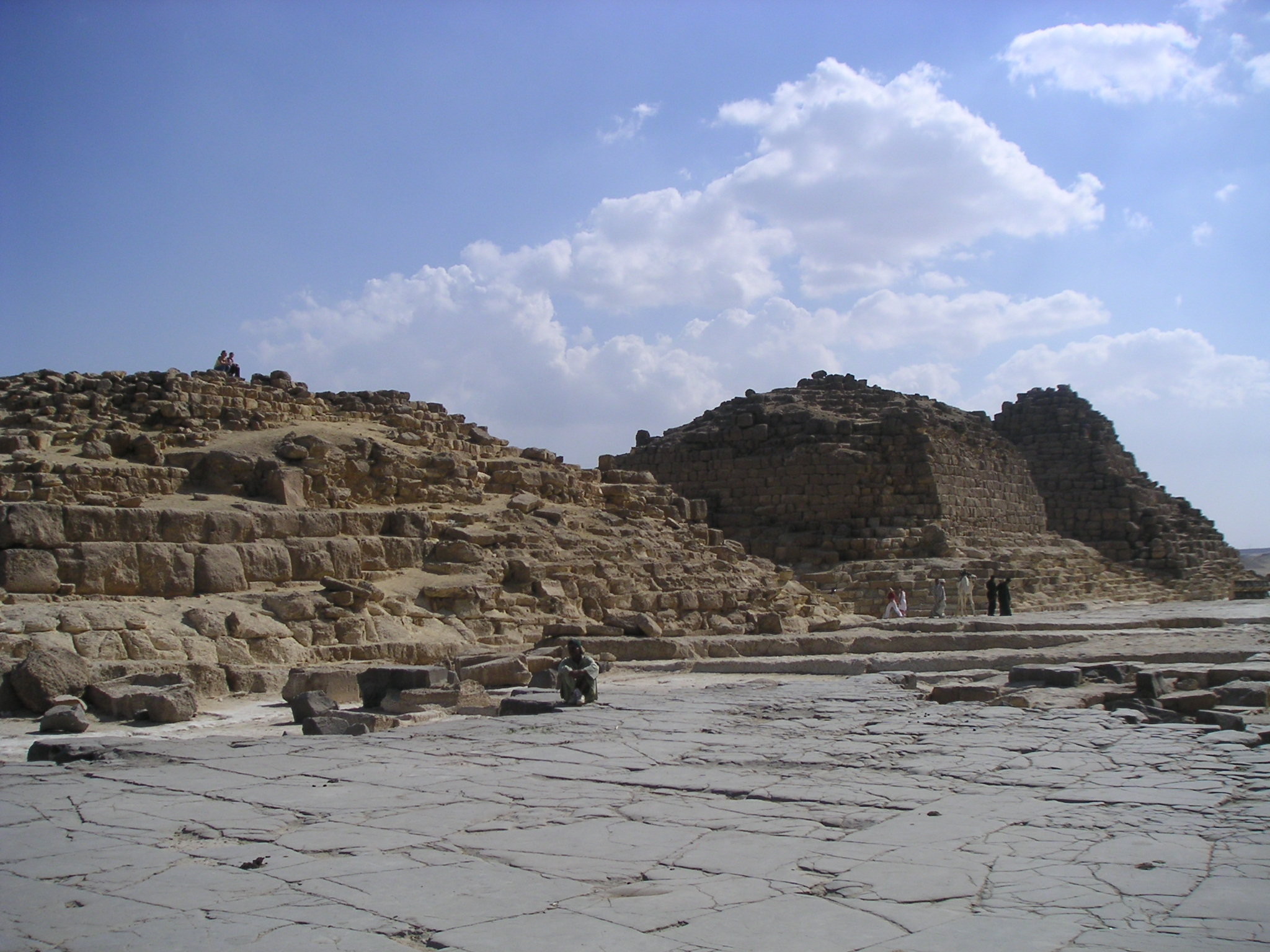
الثلاثة أهرامات للملكات ؛ من اليسار إلى اليمين : G I-a و G I-b و G I-c.

في الشرق على بعد 56 متر من هرم خوفو توجد ثلاثة أهرامات صغيرة للملكات وهي من الشمال إلى الجنوب : G I-a إلى G I-c .
ويعتبر الفرعون خوفو هو أول ملك ينشيء أهرامات ثانوية بجانب هرمه الأكبر . وفي حين أن قبله سنفرو قد أنشأ هرما للعبادة وليس للملكات . ف الهرم المائل مثلا كان هرما للعبادة ، كما أن الهرم الثانوي بجانب هرم ميدوم لا تعرف وظيفته على وجه التحديد.
كانت أهرام الملكات خارج الجدار المحيط بالهرم الأكبر ولم يكن بينها اتصال لا بالمعبد الجنائزي ولا بالطريق المرصوف إلى معبد الوادي. وكانت تعتبر منشآت مستقلة عن الهرم الأكبر وهي في نطاق حقل المقابر G 7000, والتي توجد فيها أيضا 8 مصاطب وتعتبر قبور العائلة الملكية . ويبدو أن تقسيم هذا الحقل يتبع مدى قرابة الشخص المدفون فيها إلى الملك .
تقع أهرام الملكات لأهرام خفرع ومنقرع جنوب الهرم. ويحاول العلماء تفسير اختيار خوفو لأن تكون أهرامات الملكات شرقا بالنسبة لهرمه بأن المكان جنوب الهرم كان مشغولا بمدرجات بناء الهرم حيث كانت احجار البناء تجر عليها أتيه من الشرق. ولهذا كانت الجهة الجنوبية مخصصة للمدرجات المائلة لنقل الأحجار . ولكن عالم الآثار يرجح أن موقع أهرامات الملكات اختير على أساس ارتباطها بحقل مقابر G 7000 الخاص بأفراد العائلة الملكية.
والحكم على أي من الاهرامات يخص ملكة أو أميرة معينة فهو حكم تقريبي مبني على انتماء المصاطب الشرقية المقابلة لكل هرم إلى صاحب الهرم . كما أن تاريخ بناء أهرامات الملكات غير معروف . ويعتقد ان بداية بنائها كانت عند الانتهاء من الثلث الأول للهرم الأكبر .
قام عالم الا ثار المصري زاهي حواس خلال التسعينيات من القرن الماضي بإزالة الأنقاض عن قواعد اهرامات الملكات ، وبعدها بدأ القياس الدقيق لأول مرة لتلك الأهرامات . تبلغ مقاييس تلك الأهرامات بين 44 متر و 48 متر . وزاوية ميل اسطح الأهرامات تعادل زاوية ميل أسطح هرم خوفو ؛ بذلك ينتج علو تلك الاهرامات بين 29 و5و30 متر .

### الهرم G I-a

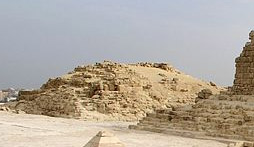
هرم الملكة حتب حرس (G I-a).

ينسب الهرم G I-a إلى الملكة حتب حرس أم الفرعون خوفو. ويقع في جهته الشرقية مصطبة ابن خوفو كا وعب
(G 7110-7120) ووجد فيها بقايا لوحة منقوش عليها اسم حتب حرس. كما أن الباحث الفرنسي «أوجوست مريت» كان قد عثر بالقرب من هرم خوفو على لوحة تعتبر مختفية الآن، واعتقد أنها من مصطبة «كا وعب»؛ وكانت تلك اللوحة تحمل اسم «مريتيتس». وبناء على ذلك فربما كانت مريتيتس هي أم كا وعب . وإذا اعتبر وجود قرابة بين الشخص المدفون في هرم والمصاطب المجاورة فيعتقد أن الهرم ينتمي إلى مريتيتس ، ولكن ذلك مجرد تخمين ، طبقا لقول عالم الآثار «يانوسي». وعلى أساس الموجودات وتفسيرها مع الأخذ في الاعتبار
المقبرة G 7000x المحفورة 27 متر تحت الأرض فإن الهرم الصغير قد ينتمي أيضا إلى حتب حرس ، وهذا ما يعتقده عالم الآثار الألماني «هاس».
يتكون قلب الهرم أصلا من ثلاثة أو أربعة مصاطب فوق بعضها البعض من أحجار جيرية بنية صفراء . ولم يتبقى من أحجار التغطية البيضاء سوي القليل . ويوجد المدخل في الوجه الشمالي للهرم فوق القاعدة بقليل ومنزاحا مسافة قصيرة إلى الشرق عن نقطة الوسط . ينحرف الممر النازل من المدخل عند وسط الهرم تقريبا إلى اليمين حيث توجد الحجرة الجنائزية . وهي حجرة منحوتة في الأرضية الصخرية ، ومبطنة بأحجار مستطيلة من الحجر الجيري. ولم يعثر فيها على تابوت.

### الهرم G I-b

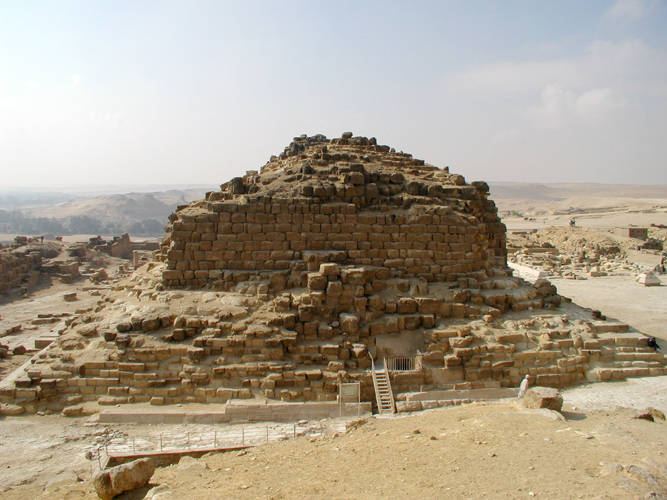
هرم ملكة G I-b

تصميم الهرم G I-b يشبه تصميم الهرم G I-a إلى حد كبير. وعثر فيه على آثار لعملية دفن مومياء . كما عثر في محراب العبادة لهذا الهرم على لوحات مهشمة عليها أجزاء من اسم ملكة ، ولكن اسمها غير معروف . ولا توجد مصطبة مقابلة له بحيث تساعد على تحديد اسم صاحبته ، إذ توجد مصطبتان في مواجهة الثلاثة أهرامات الصغيرة.
وذلك نظرا لقرب هذا الهرم الصغير إلى مصطبة كا وعب فقد انتسب هذا الهرم على «مريتيتس الأولى».

### الهرم G I-c

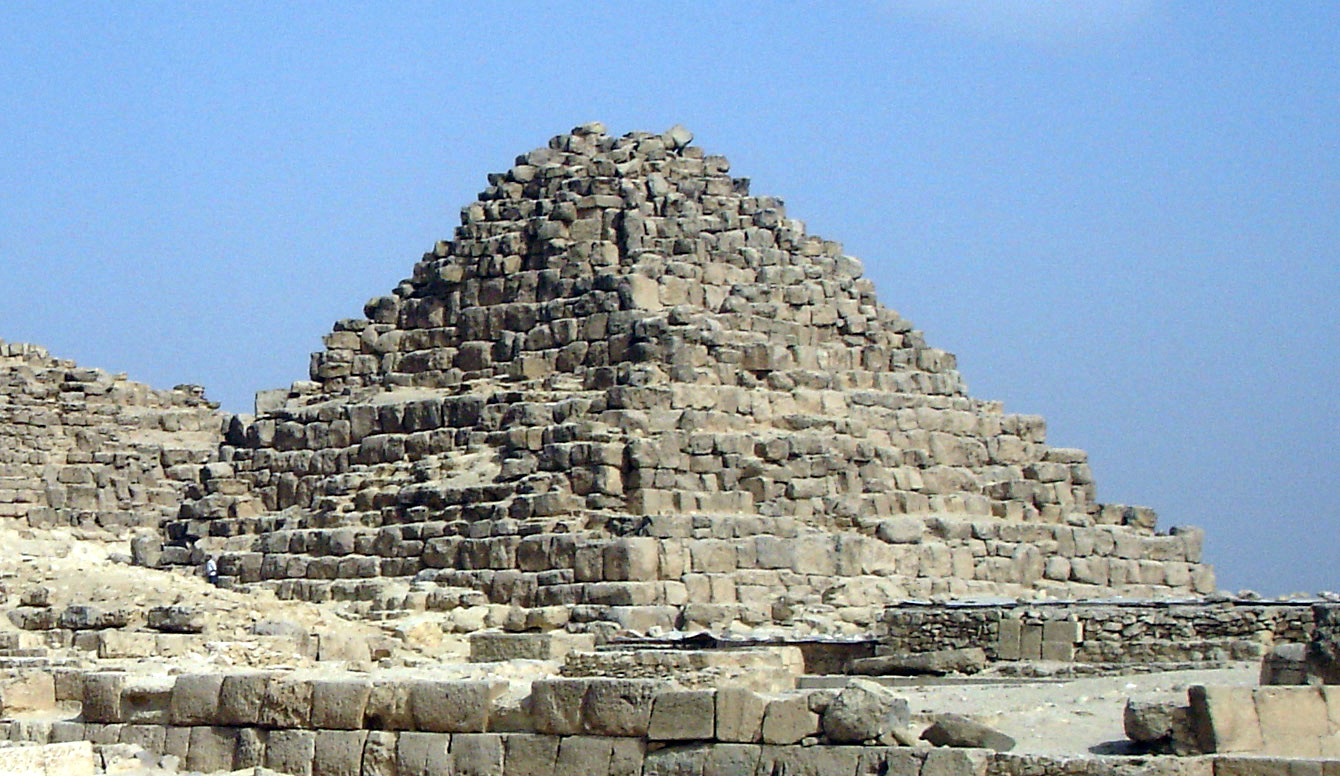
هرم ملكة G I-c

يتوافق تصميم الهرم G I-c مع الهرمين الأخريين . إلا أن عالم الآثار «رايسنر» يعتقد ان تغلفته من الخارج بأحجار لم تتم . وأغلب الاختلاف يظهر في معبده الجنائزي : فيعتقد «رايسنر» أن المعبد تم بنائه في عهد شبسيسكاف وبطريقة سريعة باستخدام طوب لبن .
عثر أوغوست ماريت في عام 1858 في حطام المعبد الجنائزي على «لوحة ابنة الملك»، وهي تسمى أيضا «لوحة الحصر» وهي محفوظة إلى الآن في المتحف المصري بالقاهرة ، JE 2091). وتذكر على هذه اللوحة اسم ابنة الملك المسماة حنوتسن. ولكن اللوحة تؤول إلى عهد الاسرة 26 . وعلى الرغم من أن هذا الاسم كان شائعا في القديم إلا أنه غير معروف بالنسبة لأحد الأميرات أو الملكات من عهد خوفو.
كانت الأرضية تحت هذا الهرم غير مناسبة ولهذا فقد أقيم بالقرب من الهرم G I-b إلى حد ما. كما يبدو أنه الهرم G I-c لم يكن أصلا في تصميم محيط الهرم الأكبر ، وإنما أضيف هنا في وقت لاحق. ويعتقد أن هذا الهرم قد بنى «لحنوتسن» التي يعتقد أنها أم خفرع، وانه بني في عهد خفرع ؛ وربما كان ذلك يفسر الاختلاف في بناء الهرم G I-c عن الهرمين الاخريين الصغيرين.
كان المعبد الجنائزي لهذا الهرم الصغير قد تهدم في عهد الدولة الوسطى، وأعيد بنائه خلال الأسرة 18 كما وسع وغـُير بنائه خلال الأسرتين الأسرة المصرية الحادية والعشرون وأسرة مصرية سادسة وعشرون 
كان المعبد الجنائزي هذا يعرف فيما بعد «معبد إيزيس ، سيدة الهرم» “ ، وكان مكانا للحجيج الذين كانوا يأتون إليه يدعون إيزيس ويبتغون منها أن تعطيهم أولادا وأطفالا.

## معرض صور

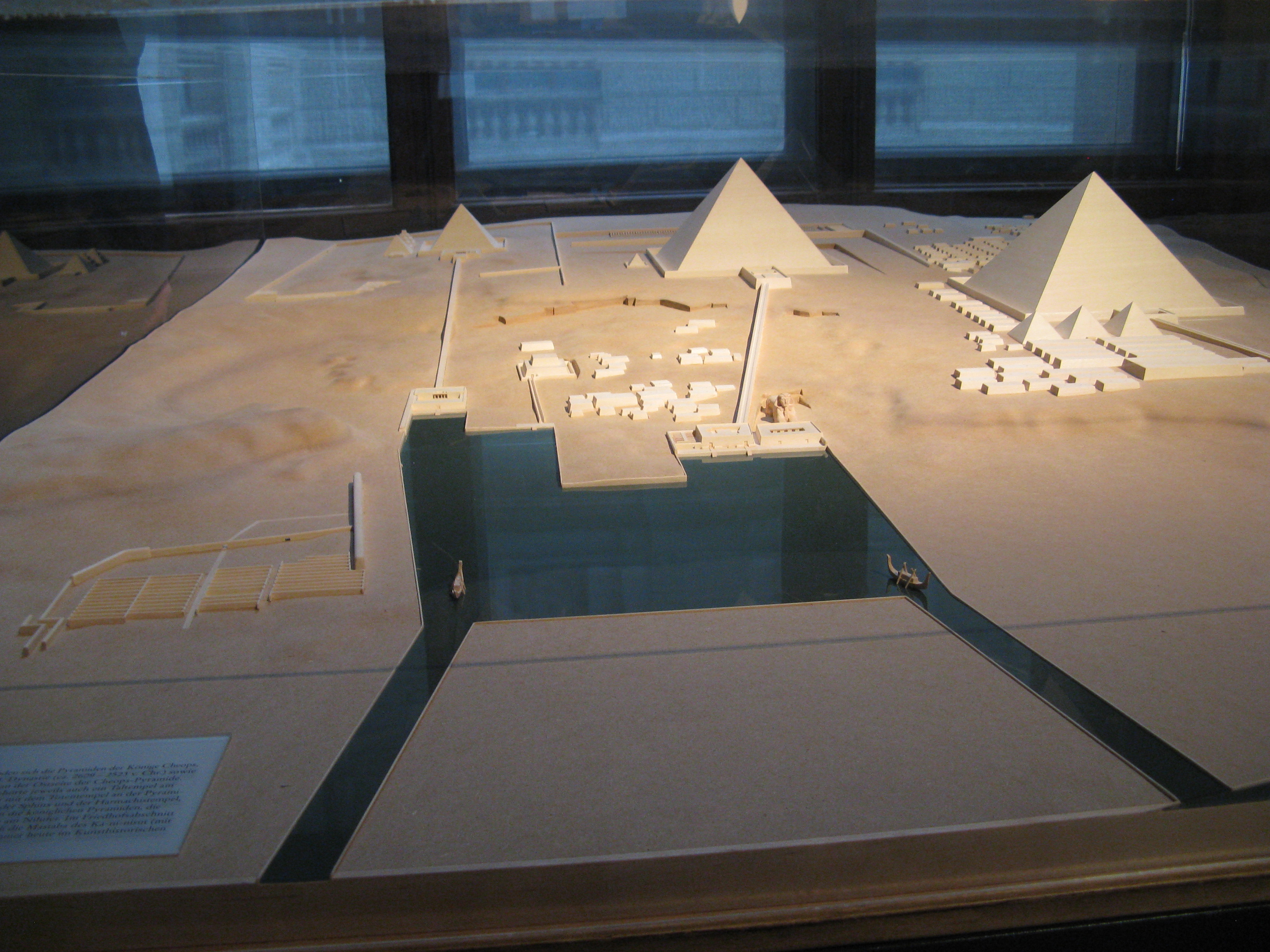
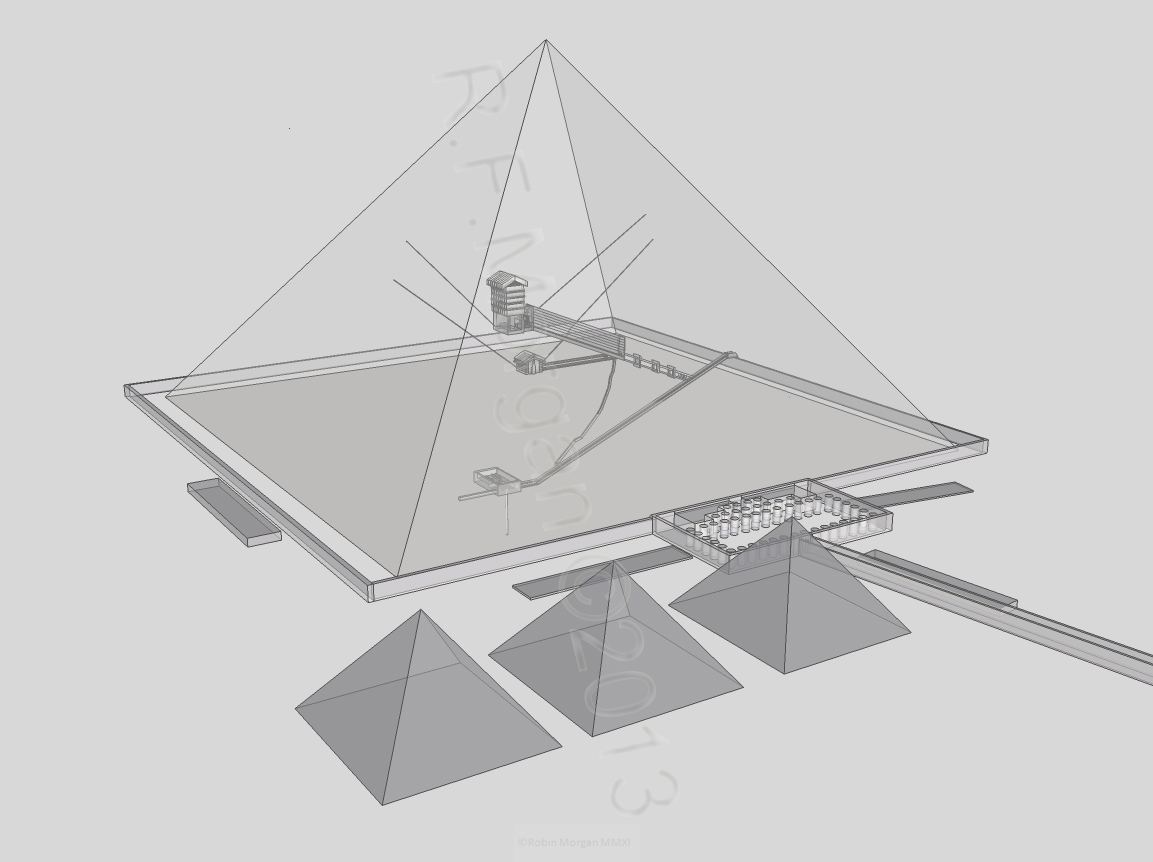
صورة شفافة لهرم خوفو من نموذج ثلاثي الأبعاد
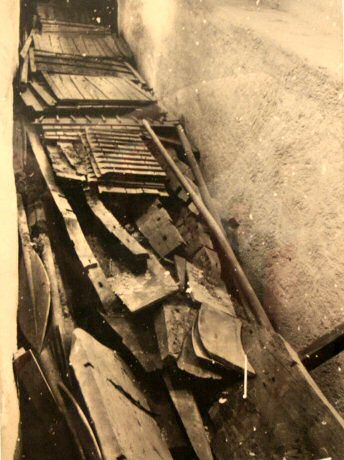
مركب الشمس المكتشف في عام 1954
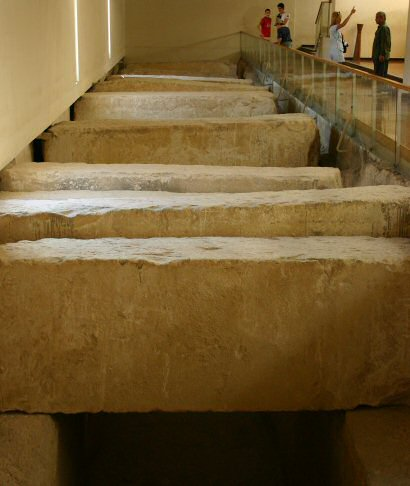
حفرة مركب الشمس وهي موجودة في المتحف
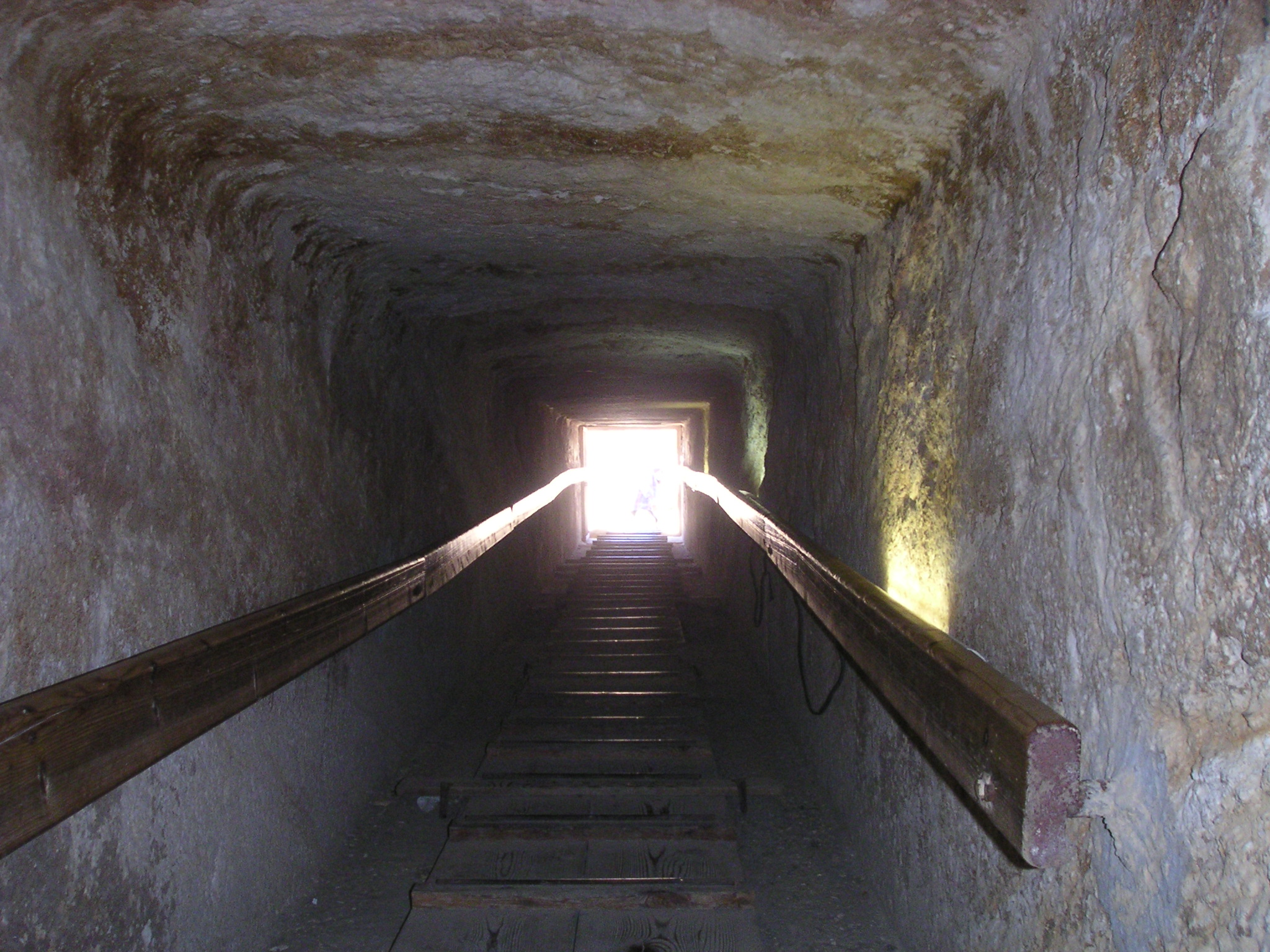
الممر الهابط على حجرة الملكة في الهرم G I-c
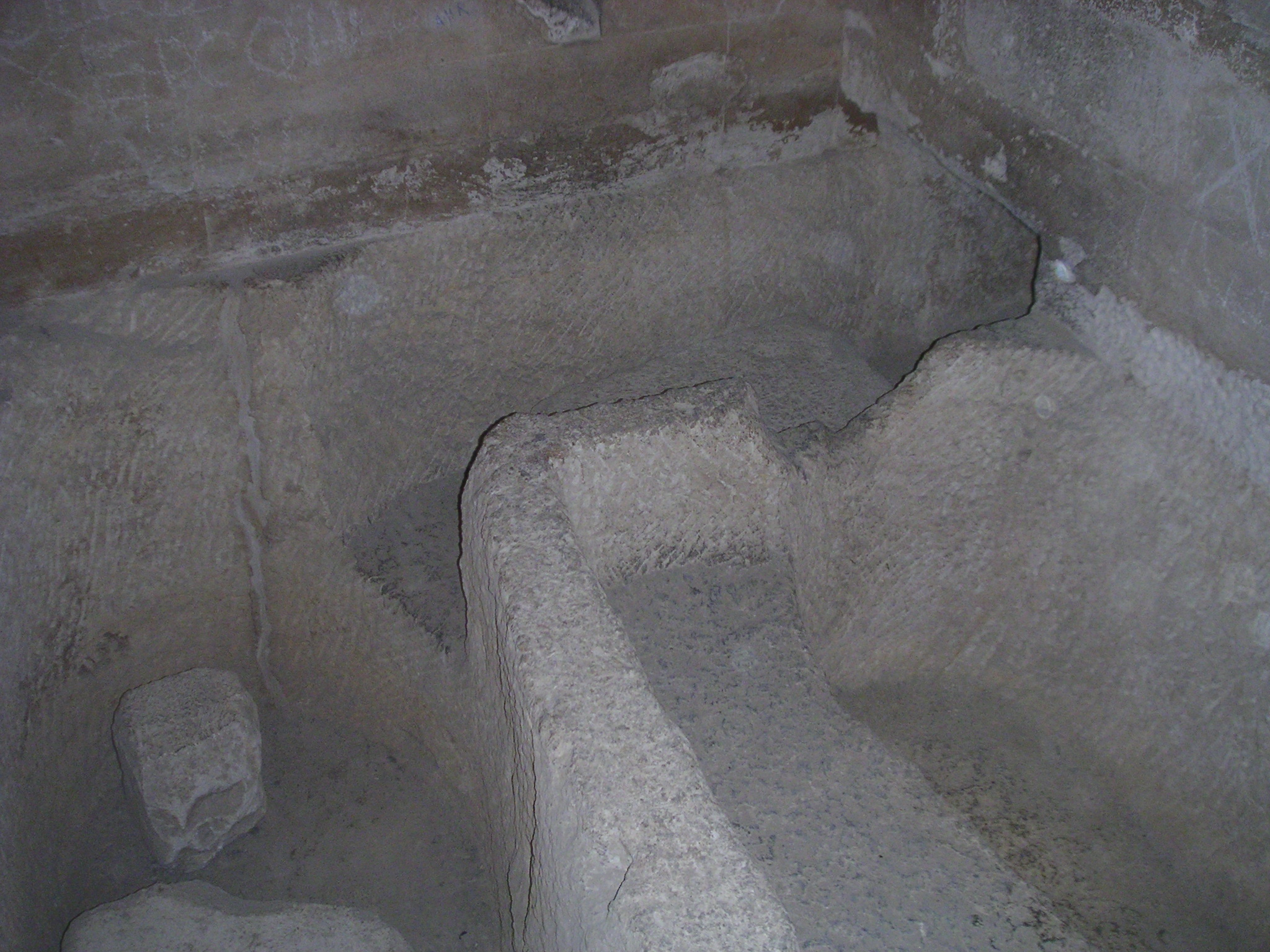
حجرة الملكة في الهرم G I-c
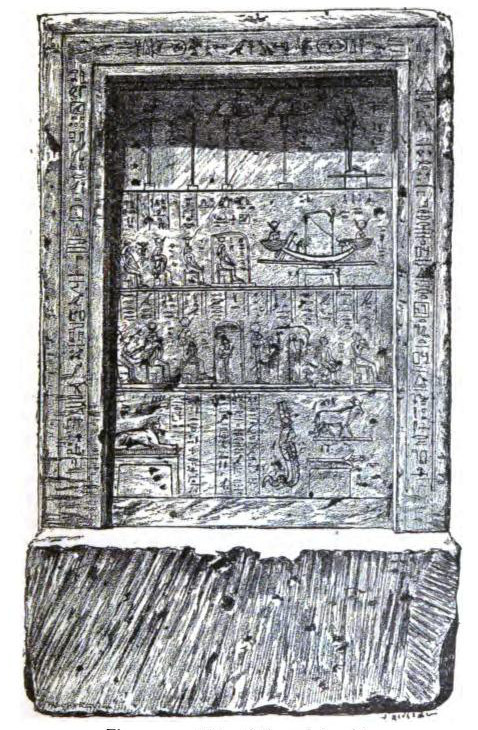
"لوحة ابنة الملك" التي تذكر اسم "حنوتسن"
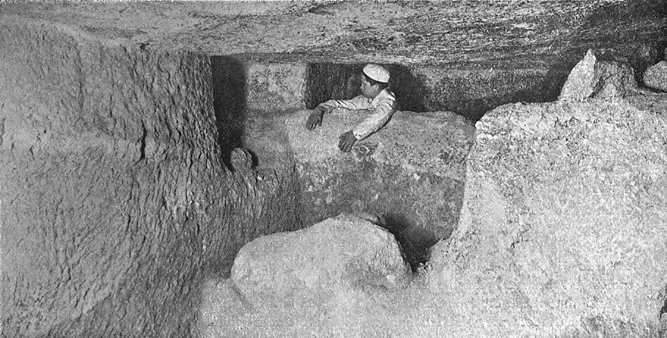
الحجرة الصخرية
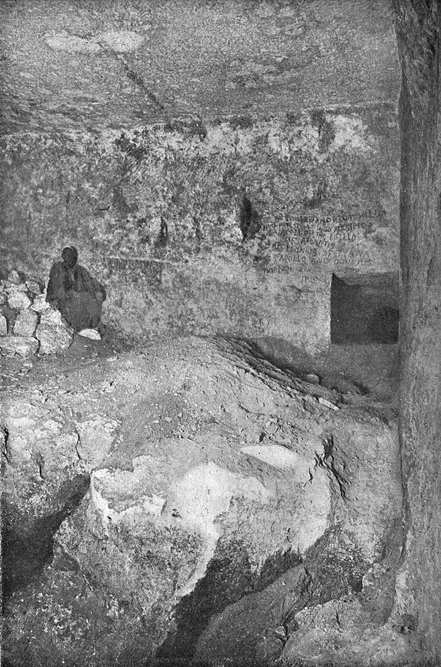
الحجرة الصخرية
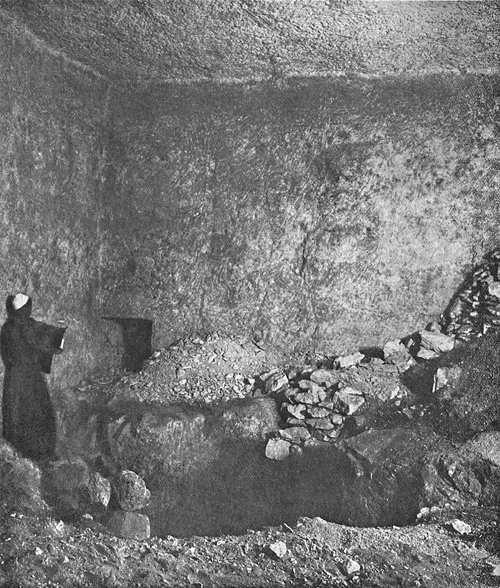
الحجرة الصخرية
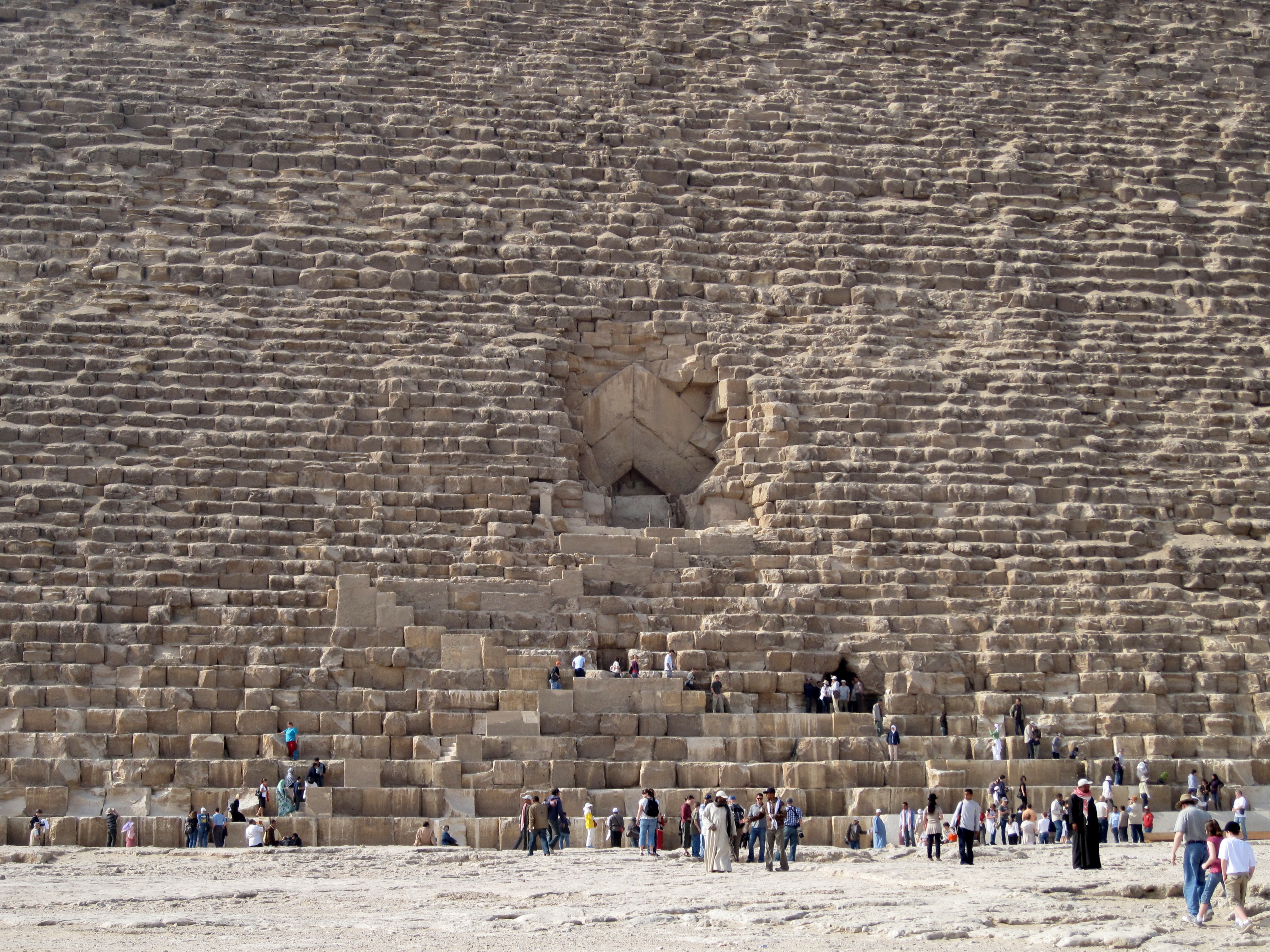
المدخل الأصلي إلى اليسار (فوق ) والمدخل الحالي (أسفل، يمين)
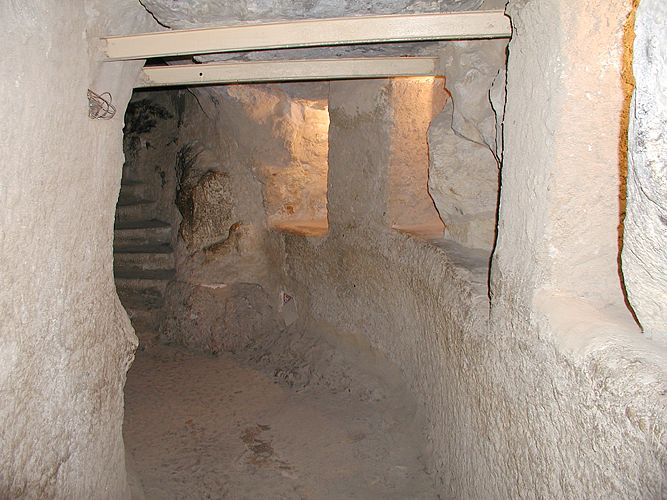
نفق المأمون
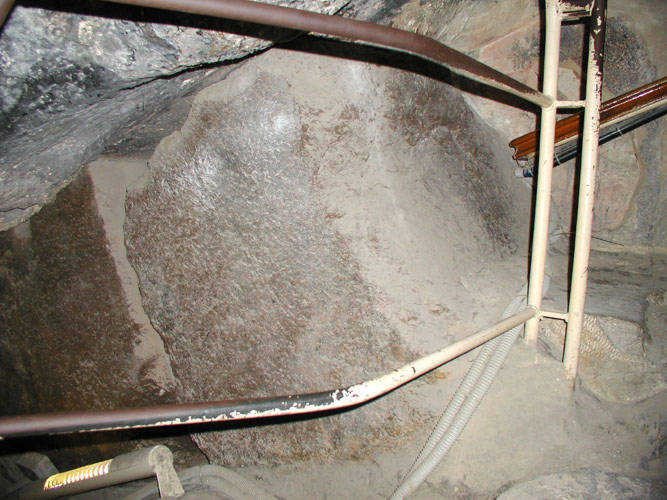
أحجار سدادة, تفادتها عمال المأمون عند الحفر لصلابتها
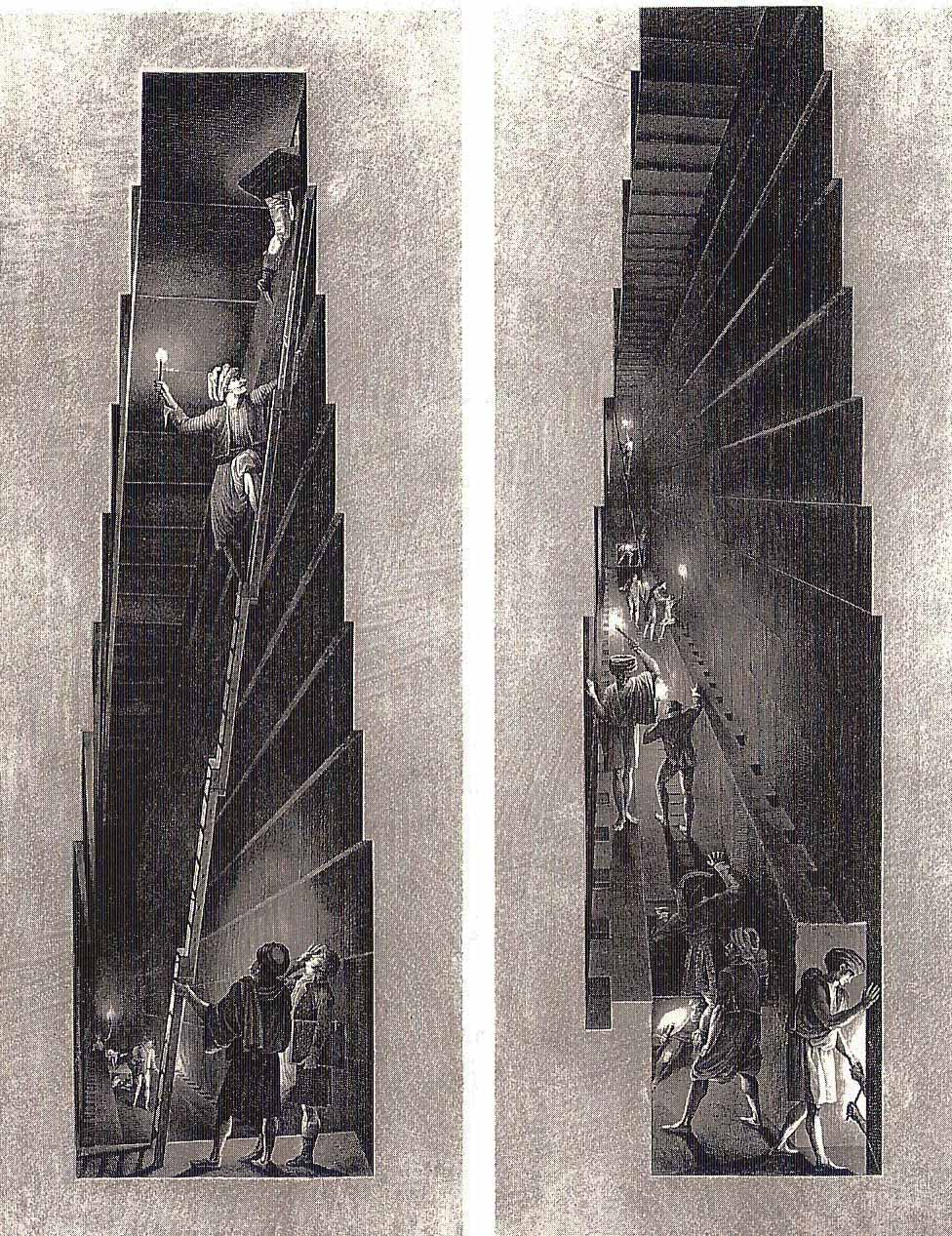
رسم من الكتاب الفرنسي من عهد نابوليون عن وصف مصر (1809 )
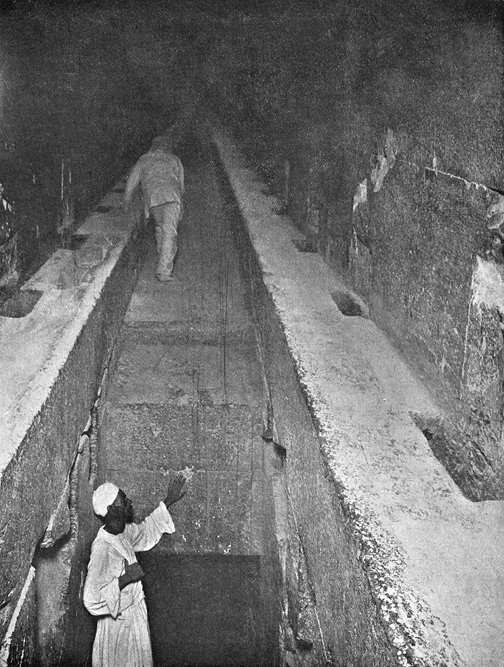
صورة تاريخية للبهو الكبير من عام 1910
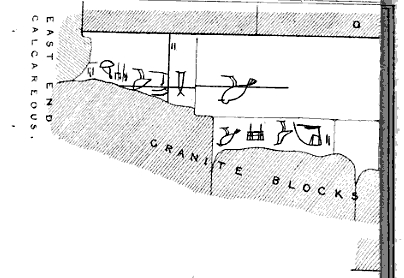
كتابات العمال في غرفة ليدي أربوثنوت (عن "فيس" و "بيرينغ " 1840)
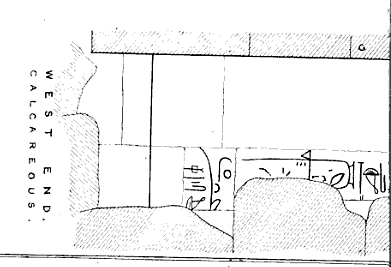
كتابات العمال في غرفة ليدي أربوثنوت (عن "فيس" و "بيرينغ " 1840)
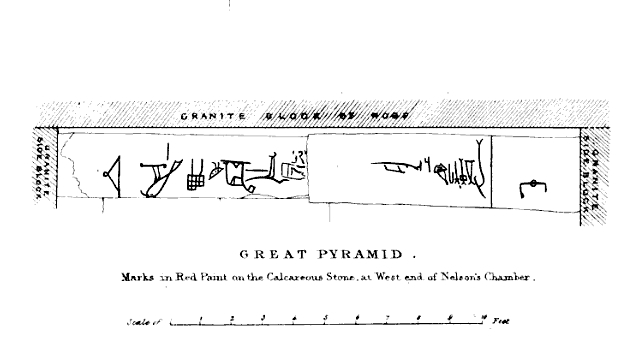
كتابات العمال في غرفة نيلسون (عن "فيس" و "بيرينغ" 1840)
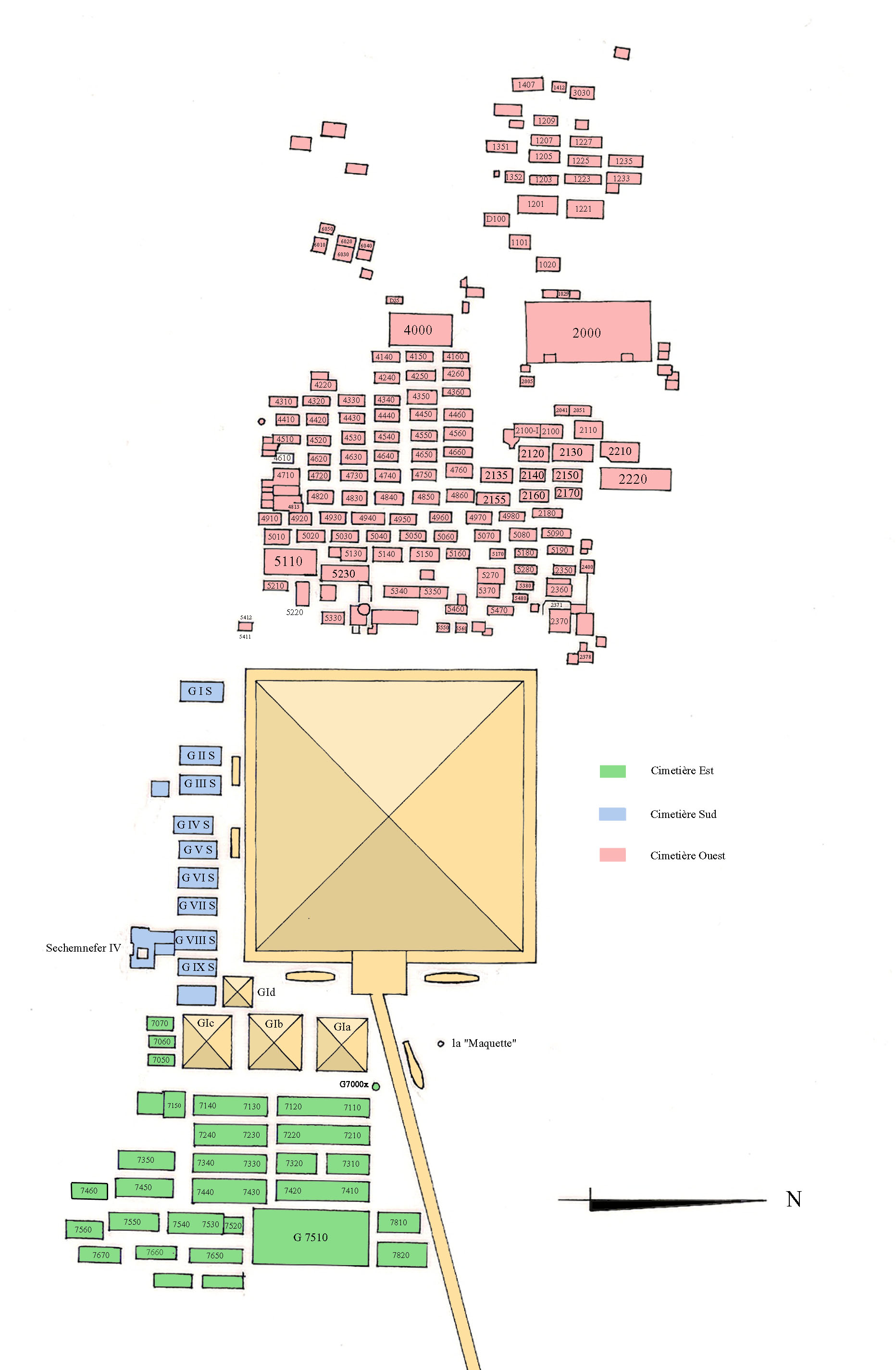
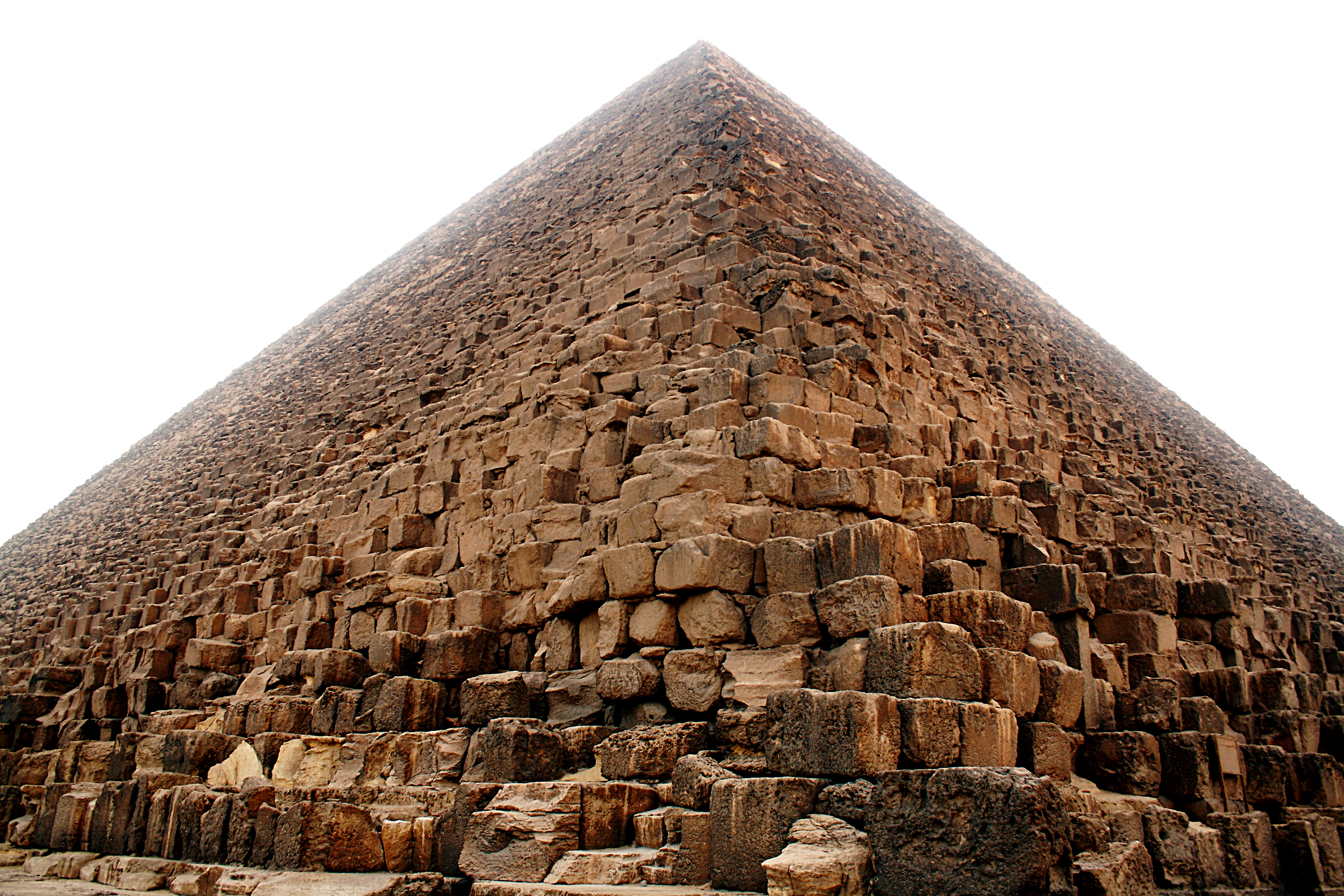
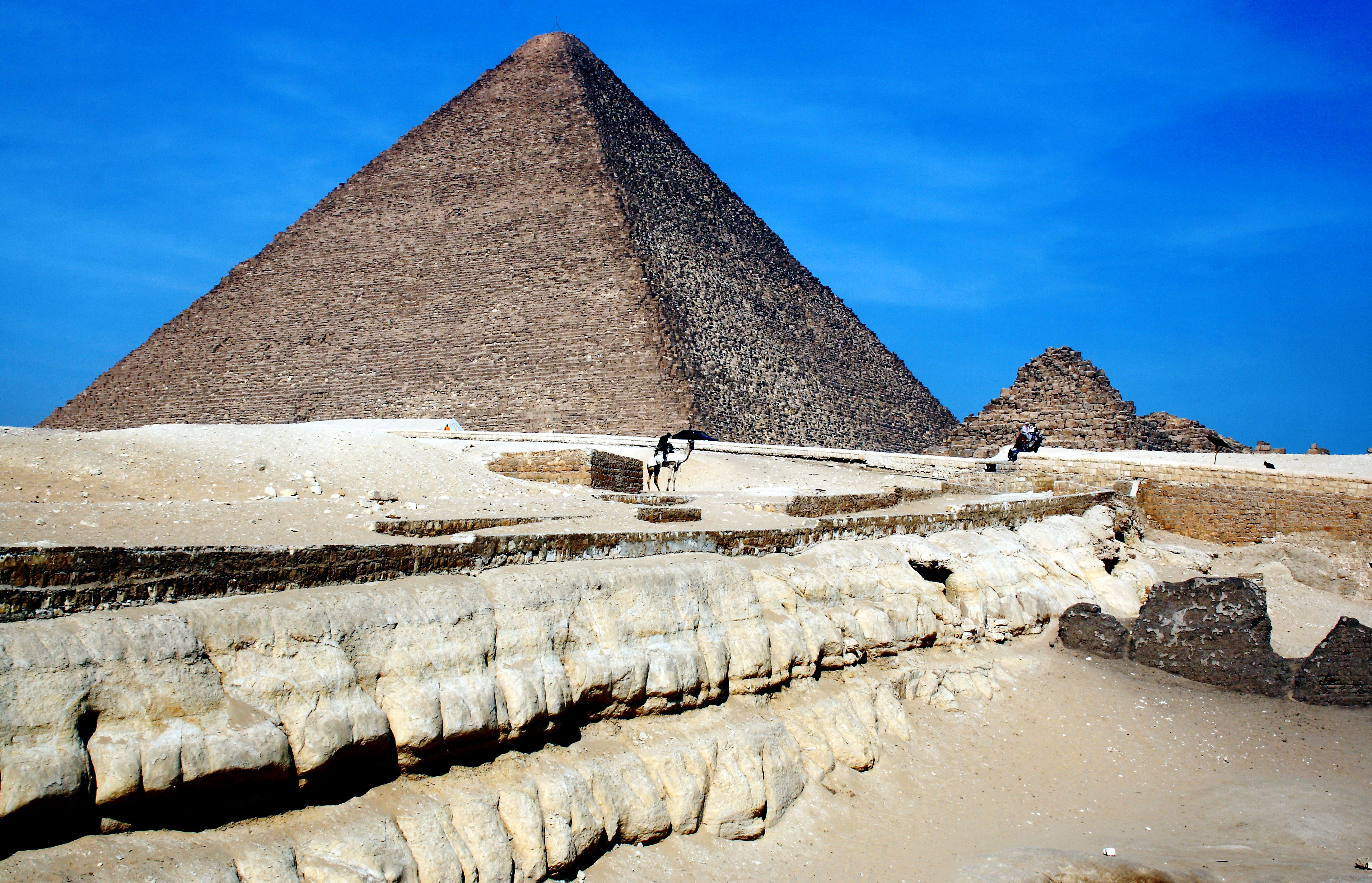
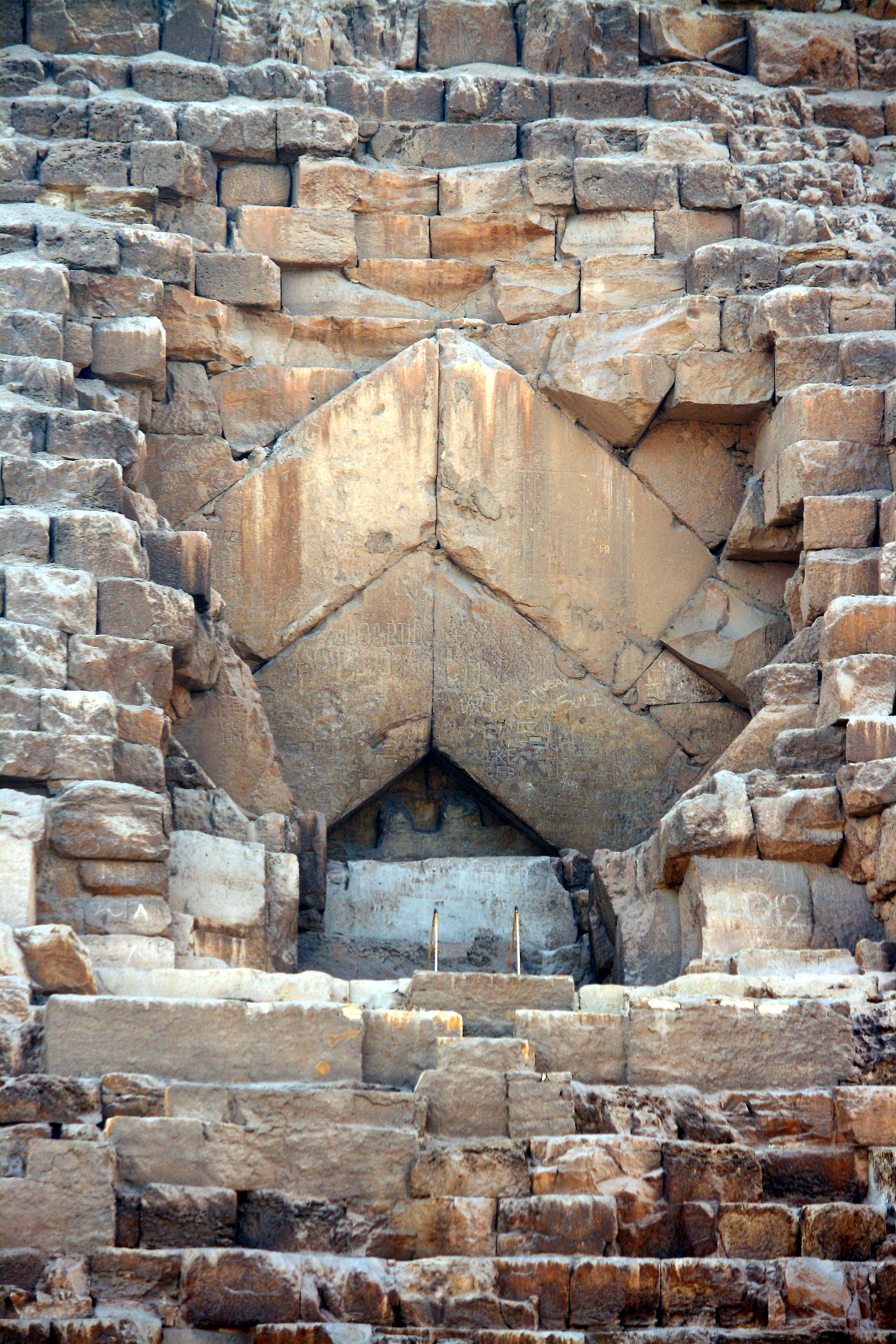
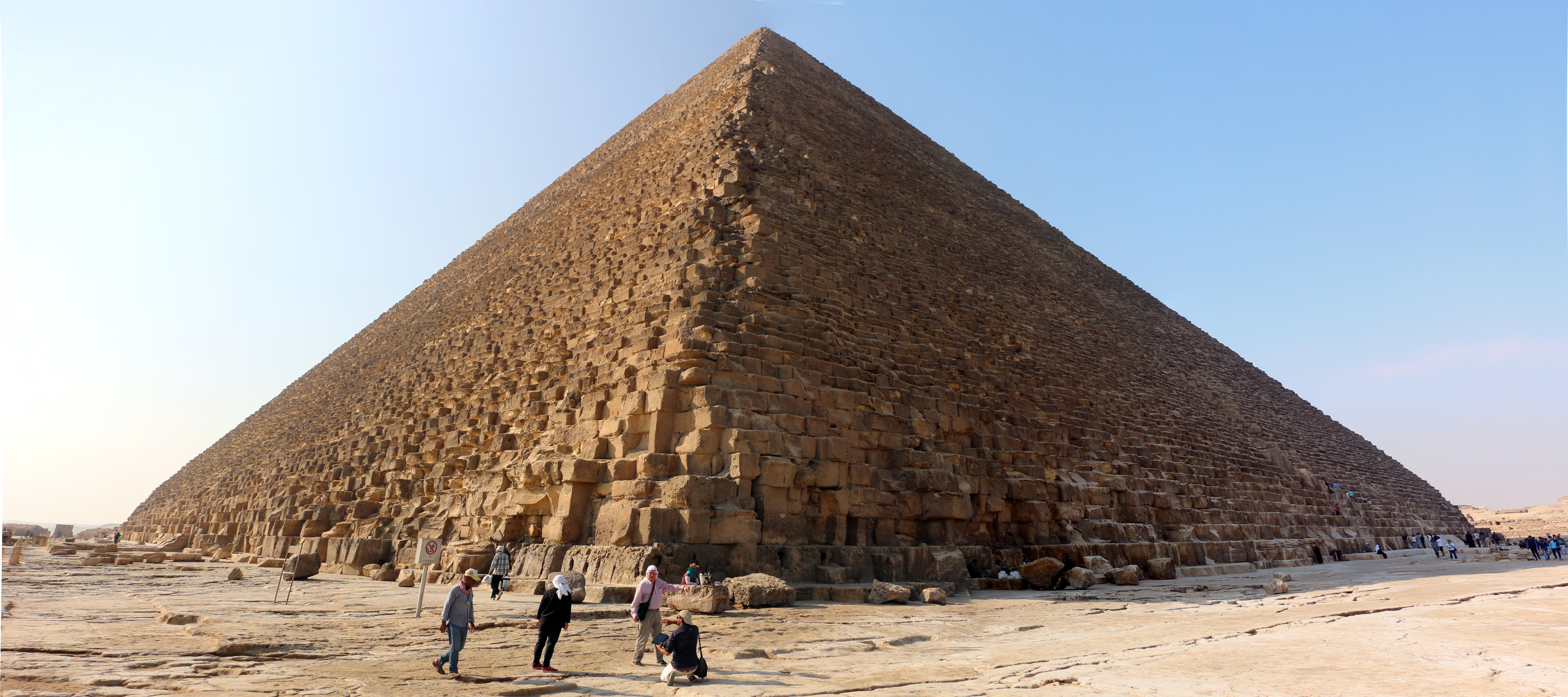
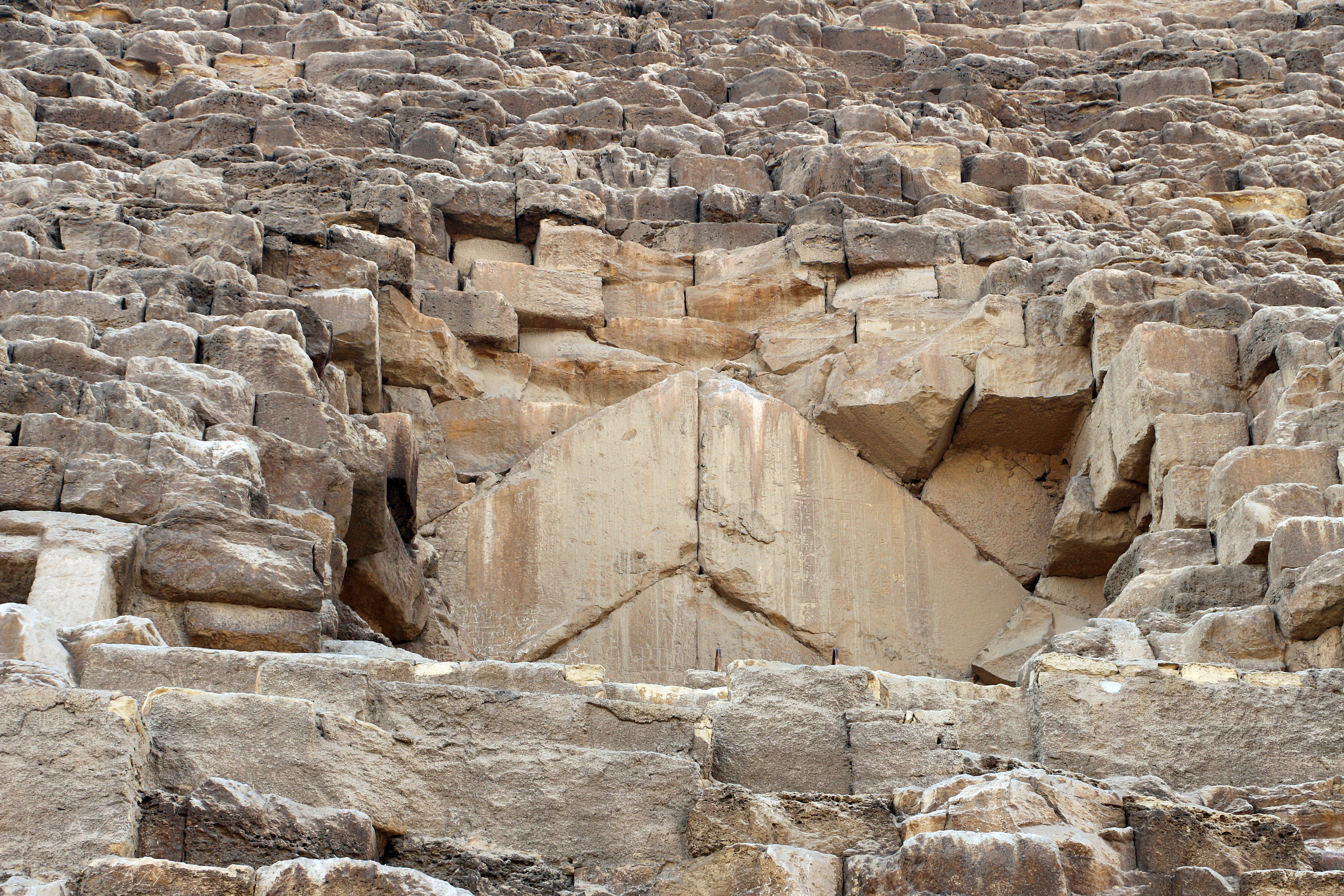
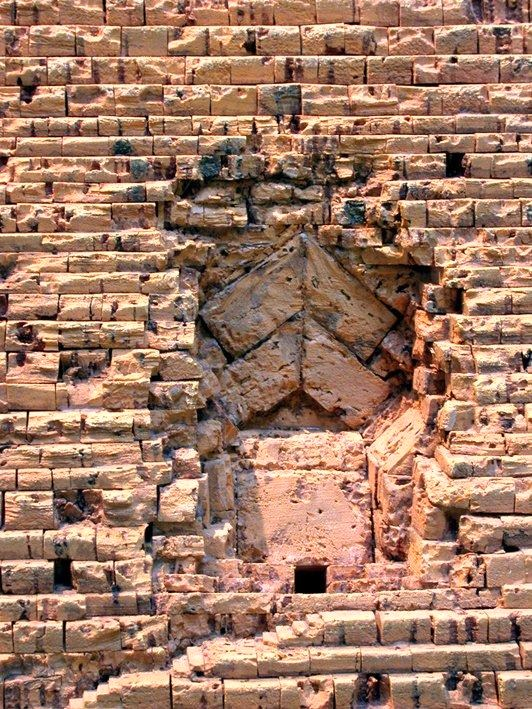
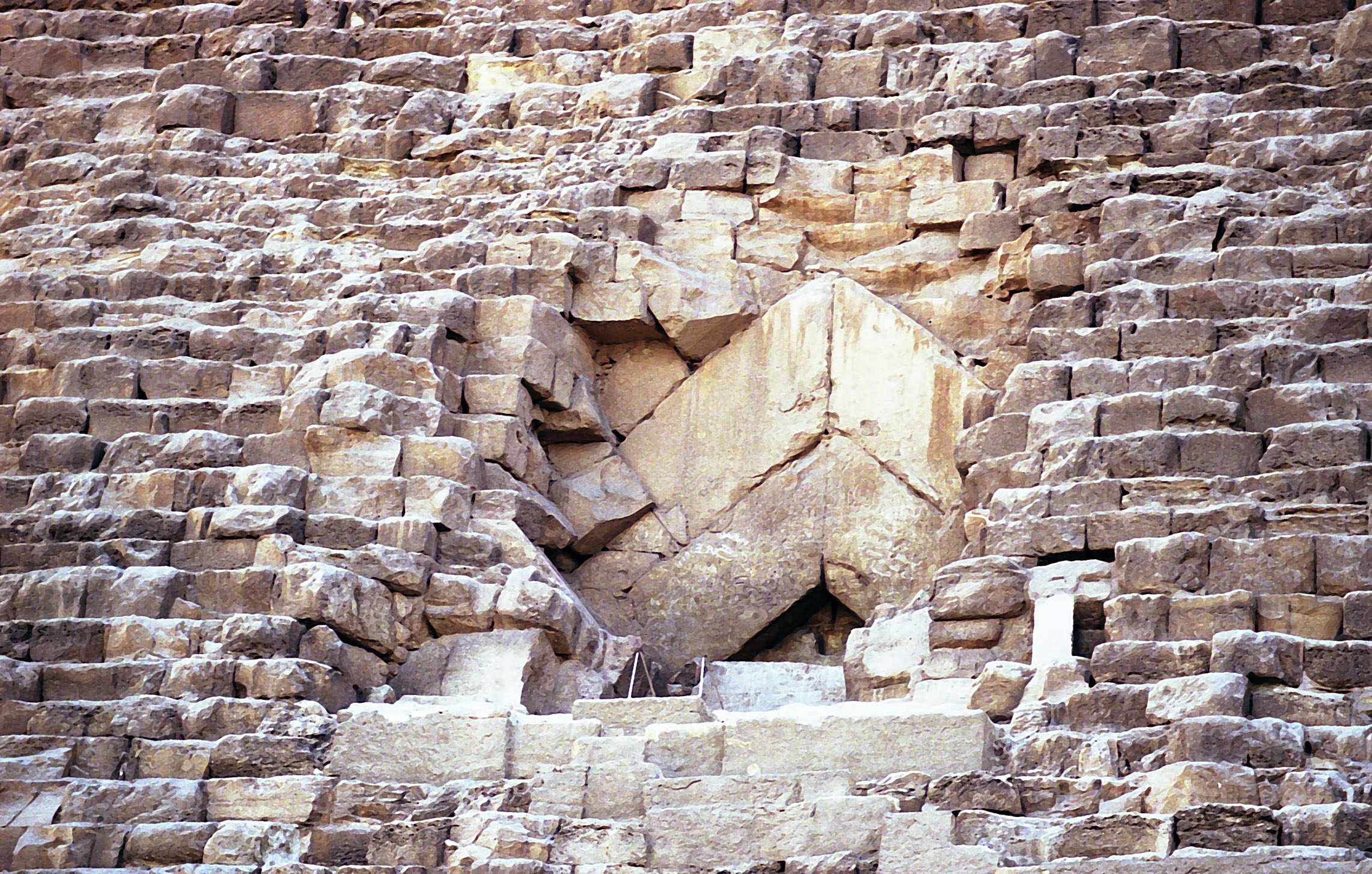
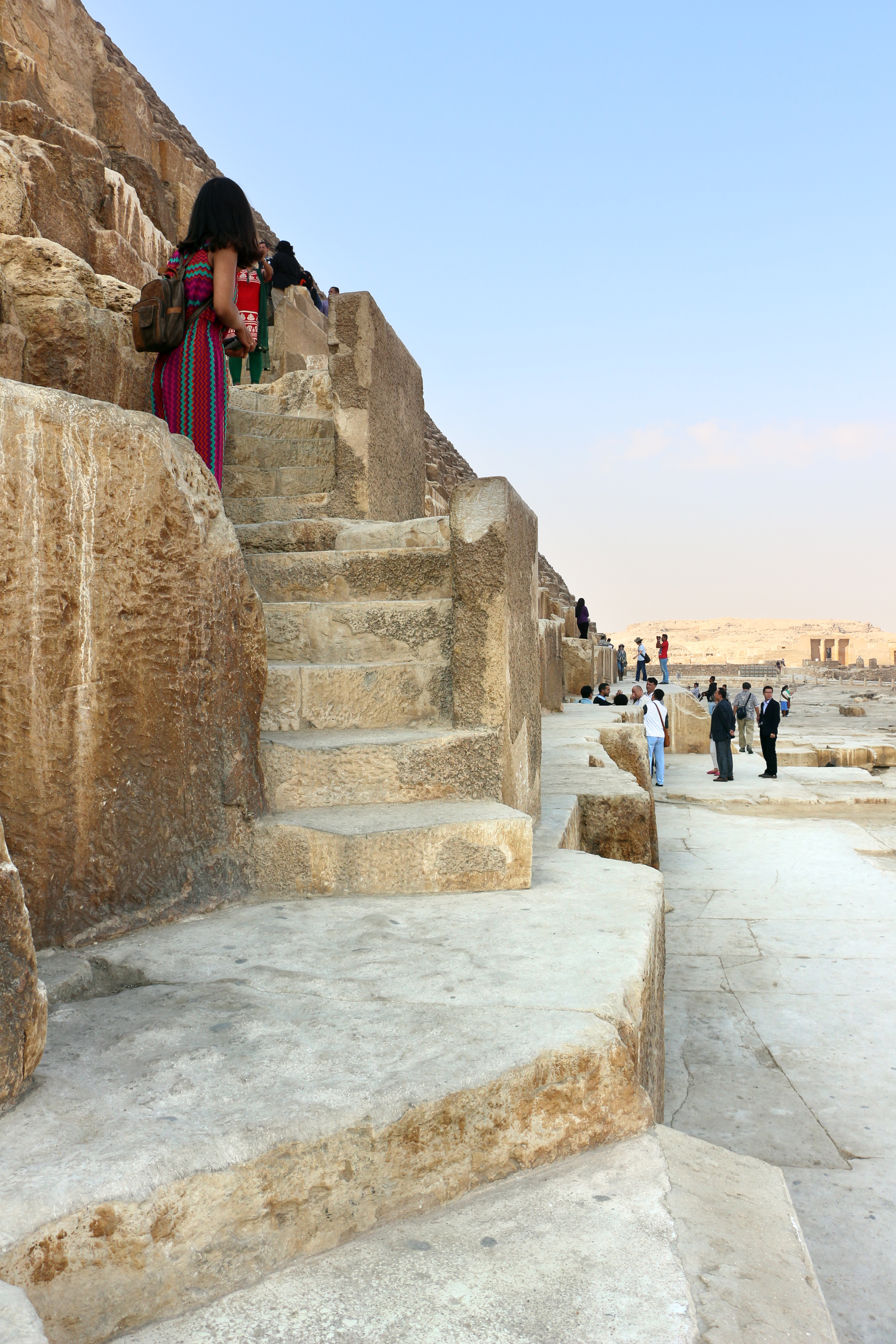
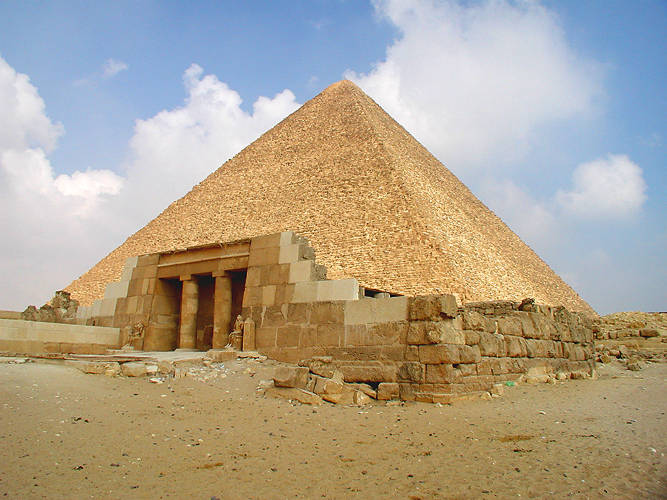
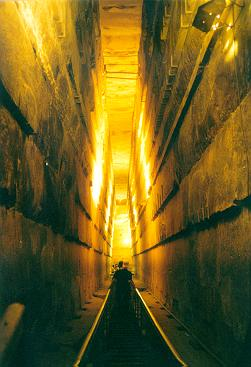
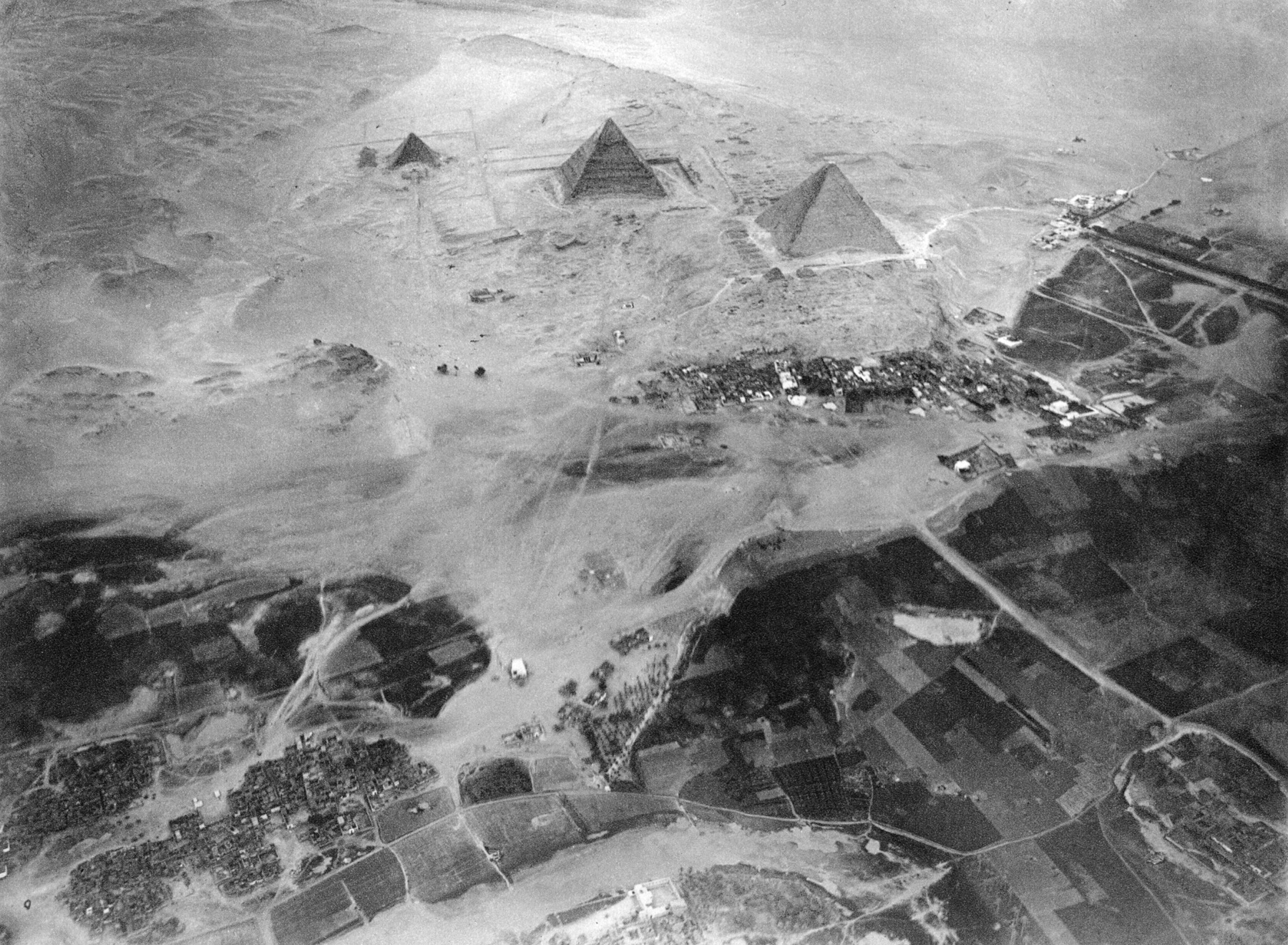